# Joshua Reynolds
Joshua Reynolds (Plymouth, 16 de julho de 1723 – Londres, 23 de fevereiro de 1792) foi um pintor inglês retratista. Reynolds foi um dos principais retratistas do século XVIII. Sua técnica e habilidade influenciaram as gerações futuras de pintores retratistas. Suas pinturas invocavam os valores morais clássicos. Seu estilo retratava muito as cores em fortes pinceladas e costumava pintar retratos de mulheres e crianças. Deixou sua marca em pinturas ricas que exibiam o luxo. Foi o primeiro presidente da Academia Real Inglesa.
Morreu em 1792 em Londres, e foi sepultado na Catedral de São Paulo.

## Carreira
A primeira experiência artística de Reynolds começou ainda cedo, no ano de 1740, como aprendiz do pintor retratista de moda, Thomas Hudson, onde ficou até 1743. Após sua experiência com Hudson, Reynolds trabalhou por um tempo no Plymouth Dock como pintor de retratos. No mesmo ano, ele retornou a Londres, porém, com a morte do pai, em 1745, teve de voltar a Plymouth Dock, onde dividiu uma casa com as irmãs.
Durante os anos anos de 1749 e 1752, a convite de Augustus Keppel, o autor se uniu à HMS Centurion e viajou pela Europa até chegar em Roma, onde viveu por dois anos. Em 1752, ele voltou à Inglaterra e, depois de passar três meses em Devon, retornou a Londres, onde morou até sua morte.

O Lorde Edgecumbe recomendou que o Duque de Devonshire e o Duque de Grafton posassem para ele, o que seguiu de mais pedidos de retratos, como aconteceu com o Duque de Cumberland, terceiro filho do George II.

### Royal Academy
Joshua Reynolds foi um dos primeiros artistas a se tornar membro da Royal Academy of Arts e, em 1776, se tornou seu primeiro presidente. Em 1769, ele foi condecorado por George III, sendo apenas o segundo artista a conseguir tal feito. Os discursos de Reynolds são lembrados por sua percepção e sensibilidade, como quando afirmou que "A invenção, estritamente falando, é pouco mais do que uma nova combinação dessas imagens previamente reunidas e depositadas na memória".

## Biografia
Nascido em Plymouth Reynolds fez o seu primeiro retrato com apenas 12 anos. Estudou em Londres com o retratista Thomas Hudson em 1740. Em 1749 viaja a Itália. Volta a Londres em 1752. Funda o Clube Literário em 1764. Torna-se no primeiro presidente da Real Academia em 1768. Escreve e apresenta  o seu primeiro Discursos em 1769. Jorge III nomeia-o cavaleiro em 1769. Em 1784 torna-se pintor do rei.
Morre a 23 de fevereiro de 1792 em Londres.

## Galeria

Galeria de pinturas de Reynolds
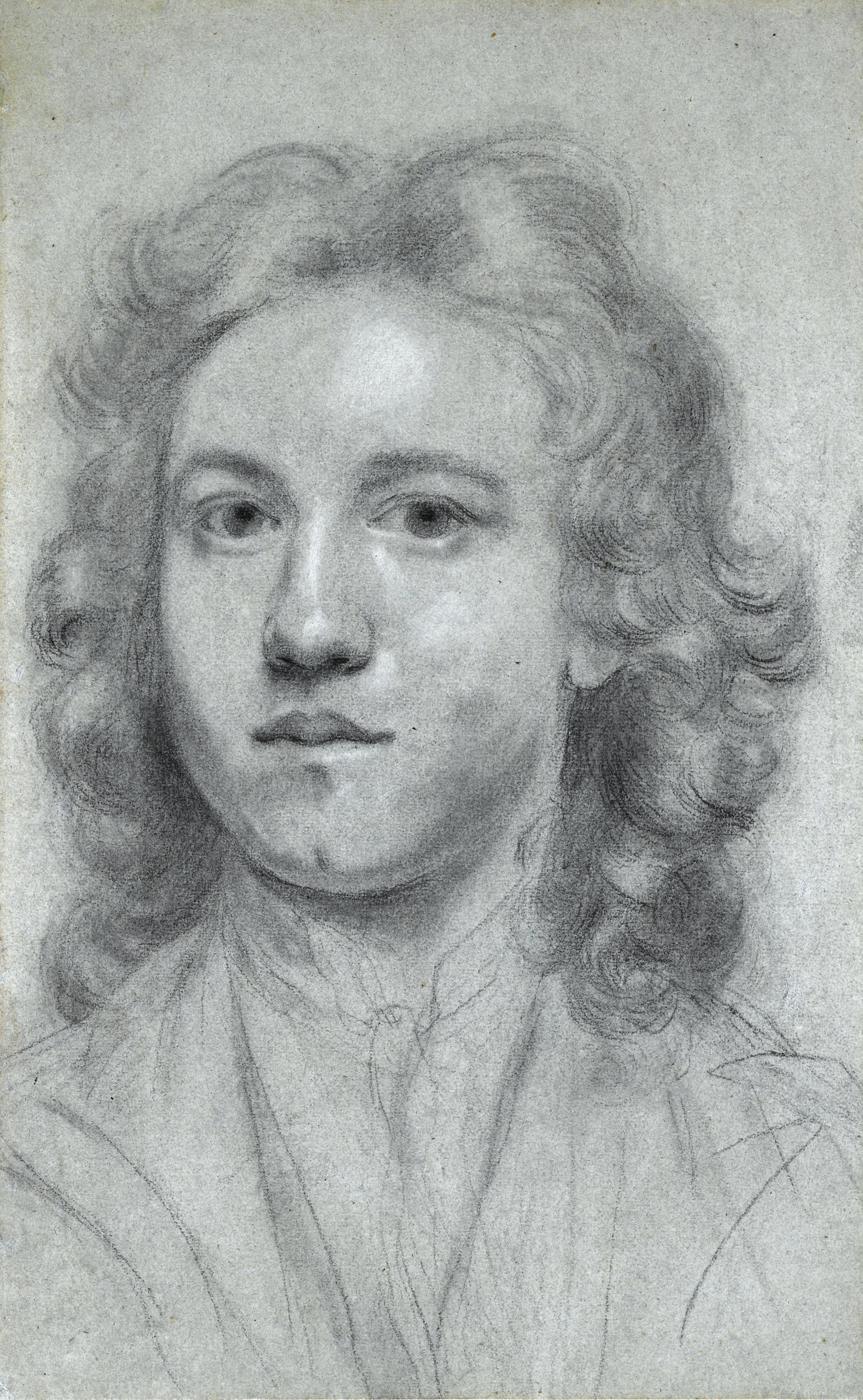
Auto-retrato
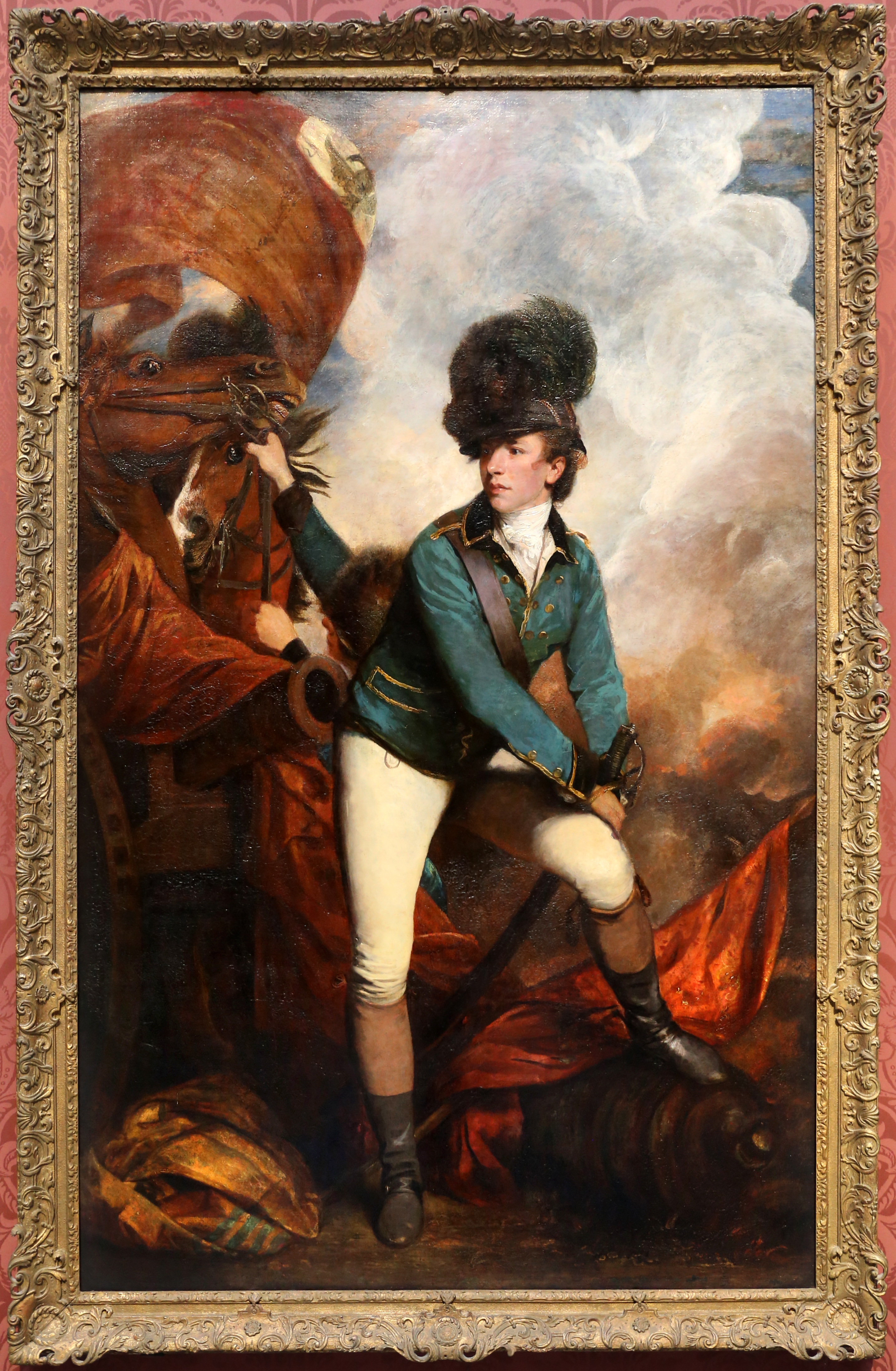
Coronel Tarleton
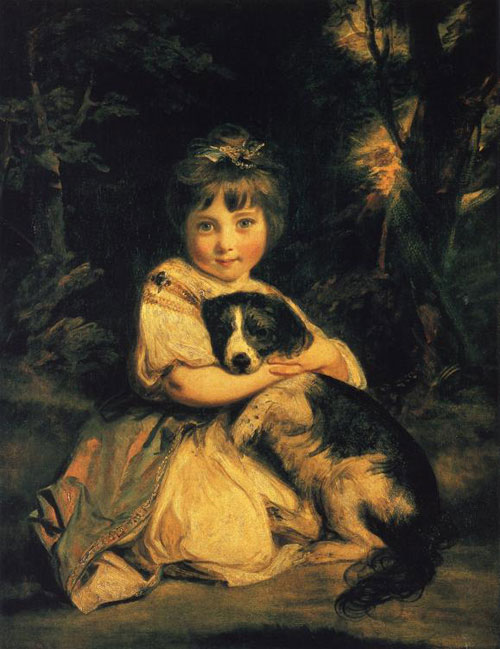
Senhorita Bowles
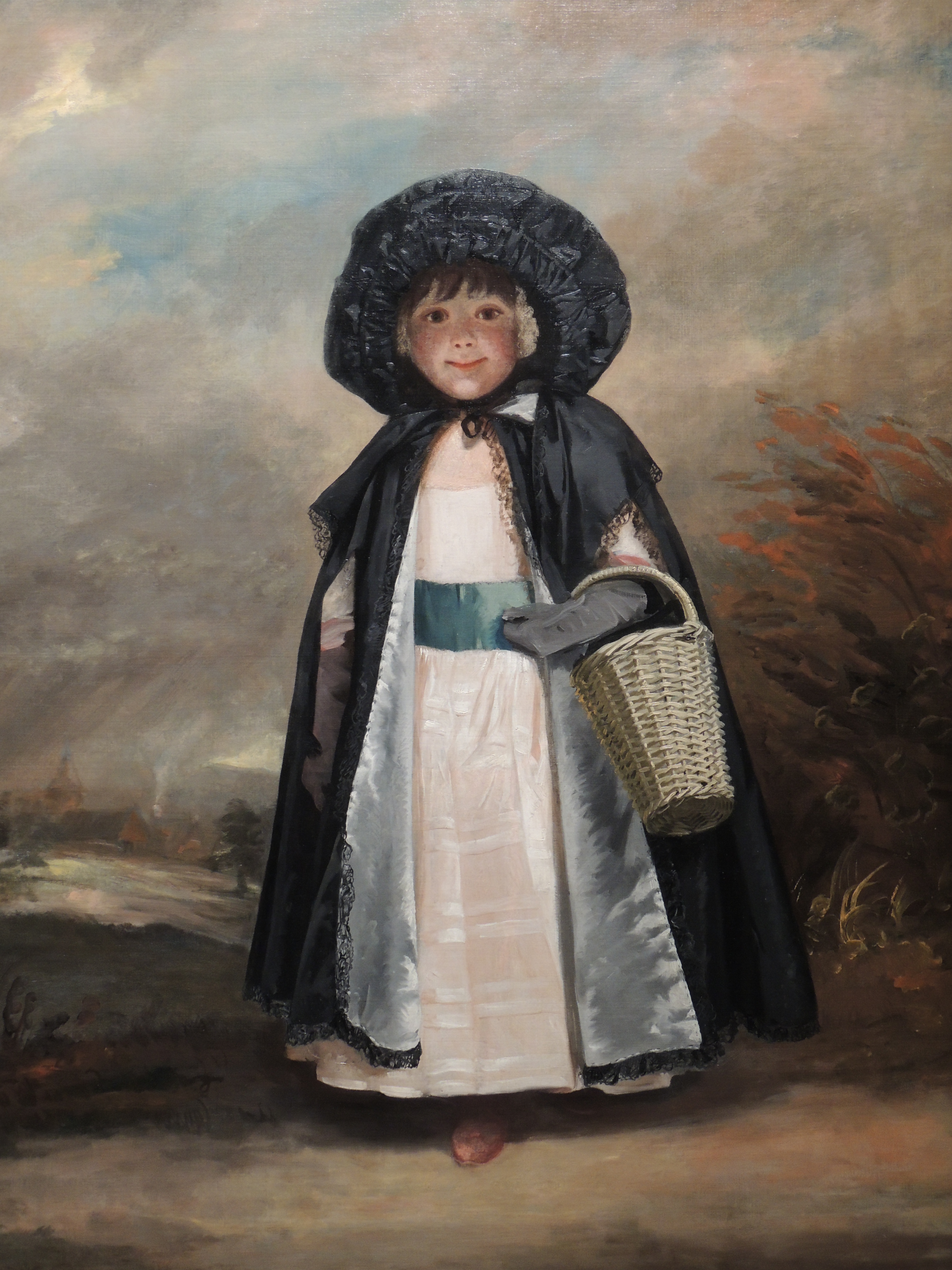
Senhorita Crewe
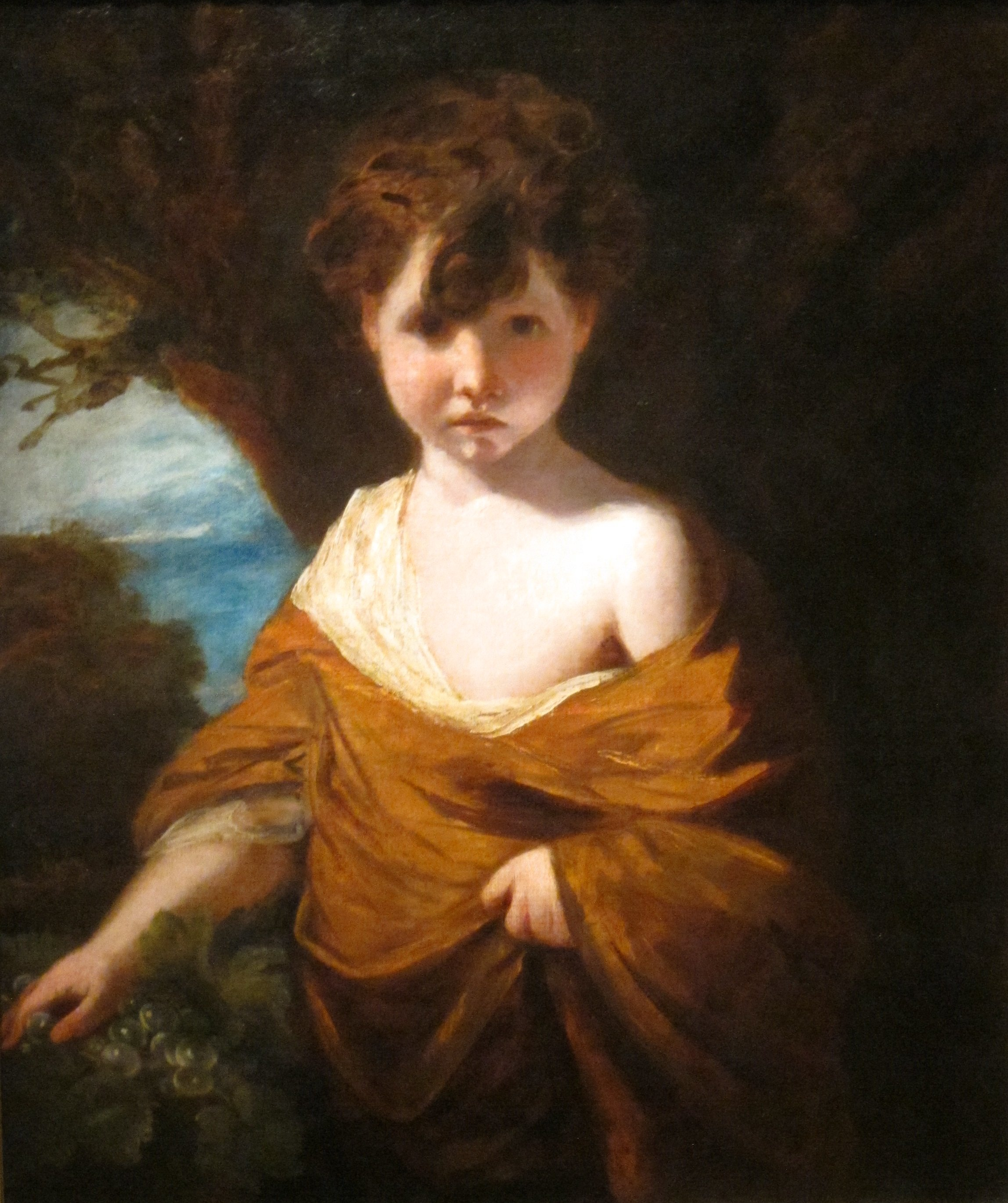
Menino com uvas, Museu de Cincinnati, Estados Unidos.
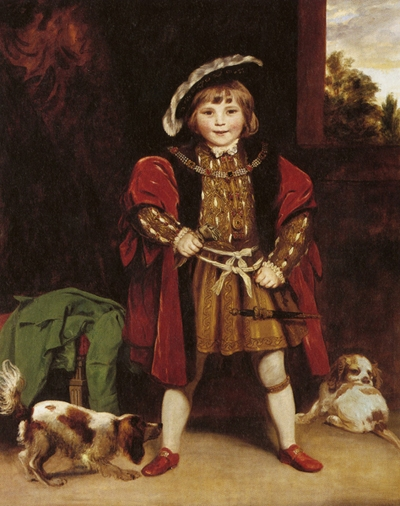
Tripulação Mestre
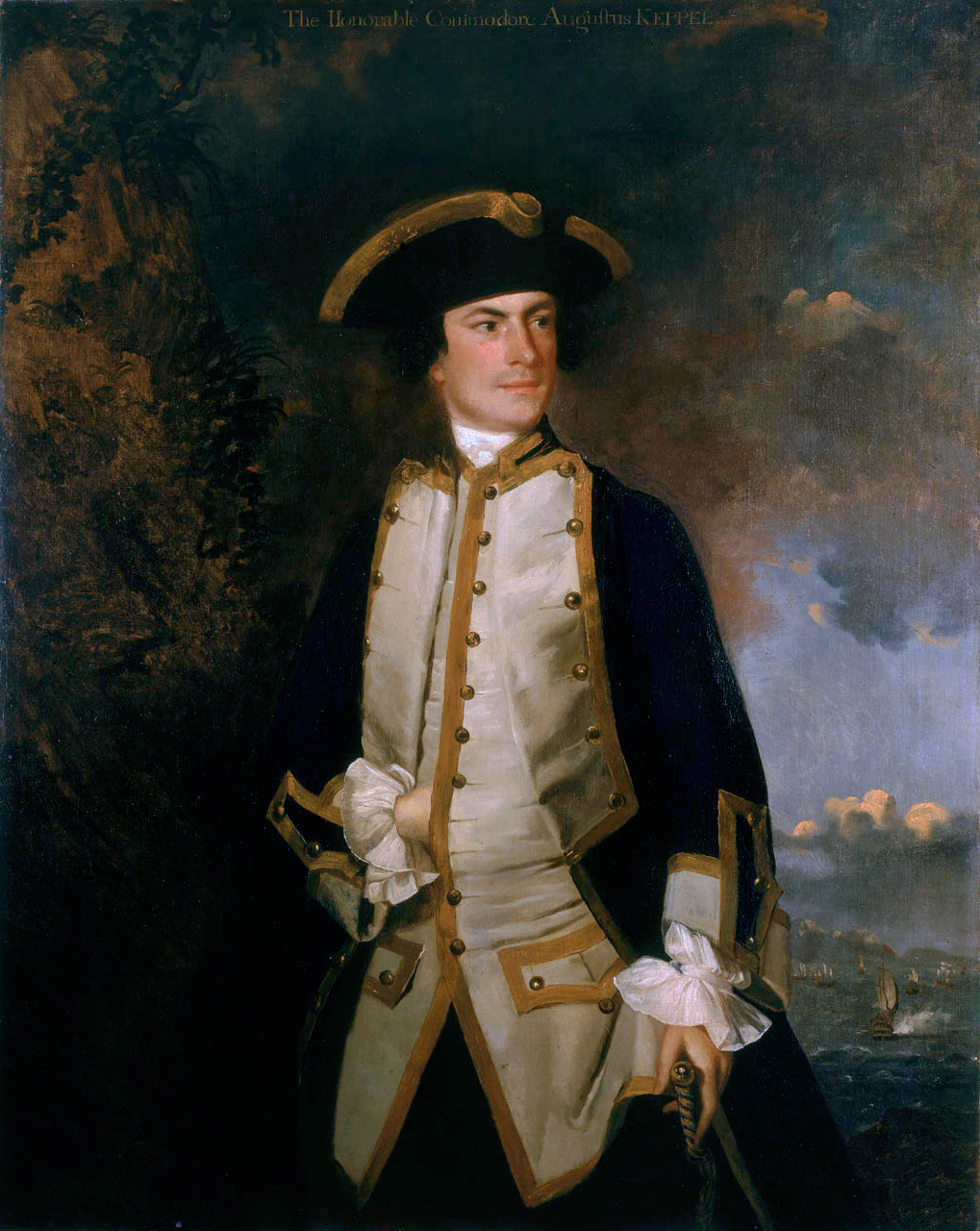
Commodore the Honorable August Keppel (1749), o primeiro retrato de Reynolds de Keppel.
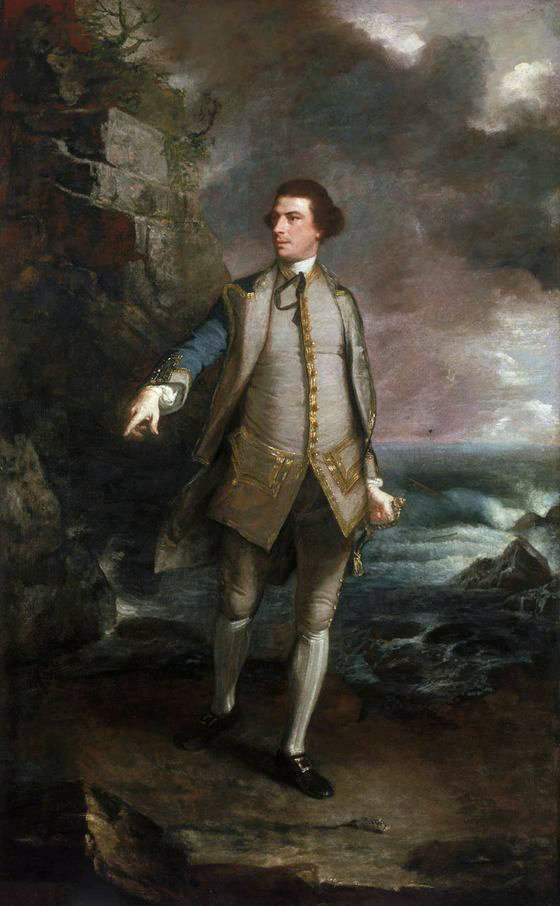
Capitão do Honorável Augustus Keppel na pose de Apollo Belvedere (1753).
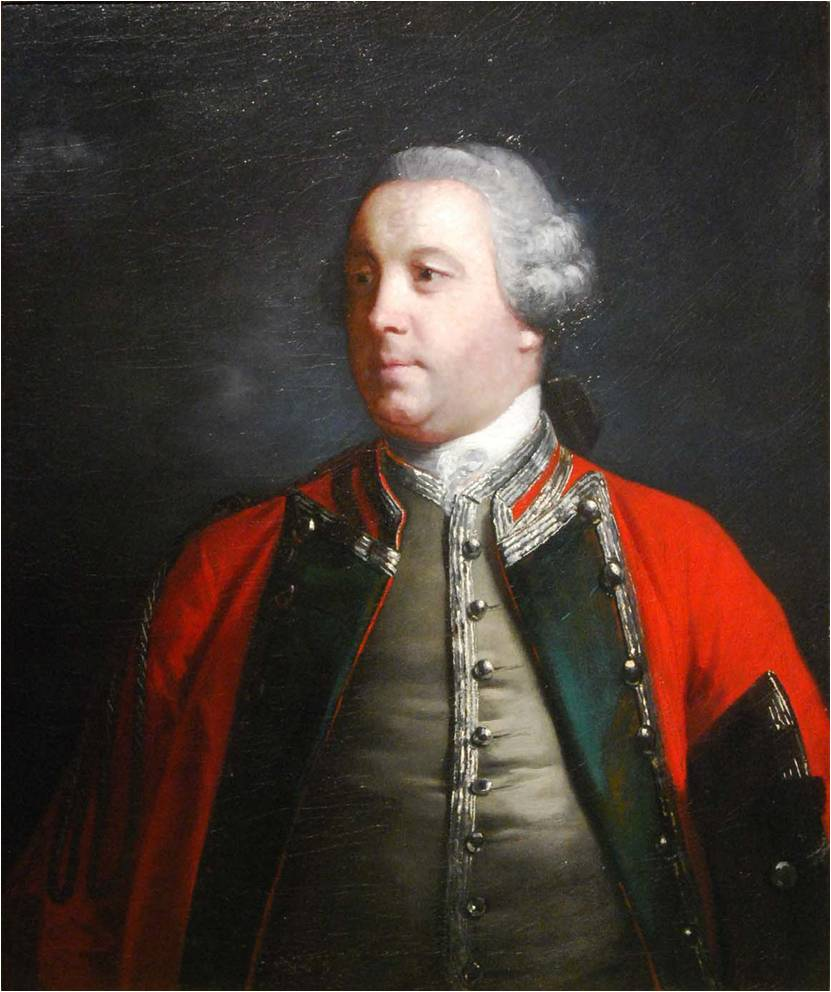
Edward Cornwallis (1756)
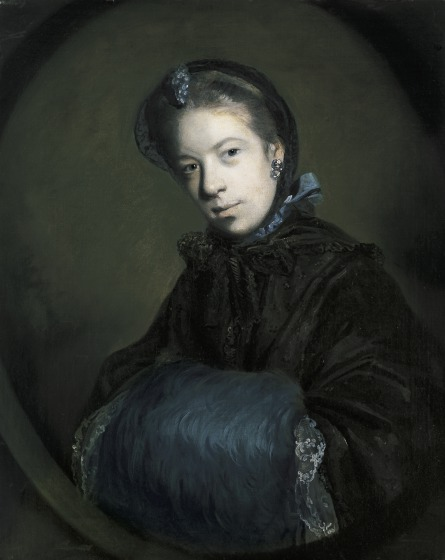
Retrato de Miss Mary Pelham (ca. 1757), Museu de Arte de Dallas, Estados Unidos.
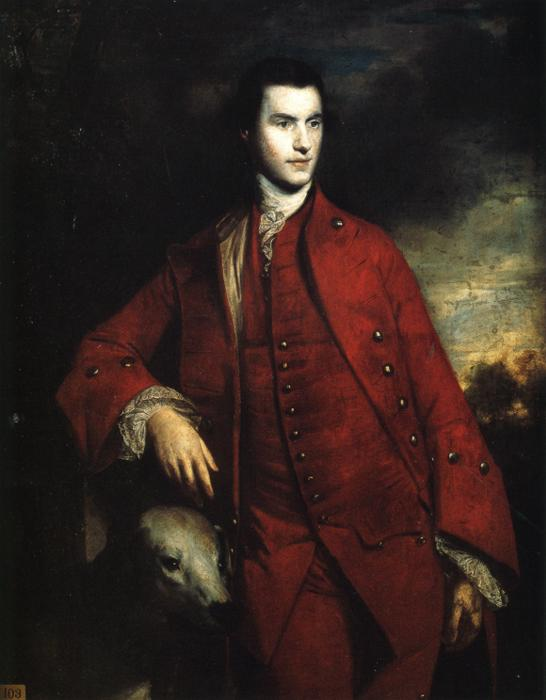
Charles Lennox, 3º Duque de Richmond (1758)
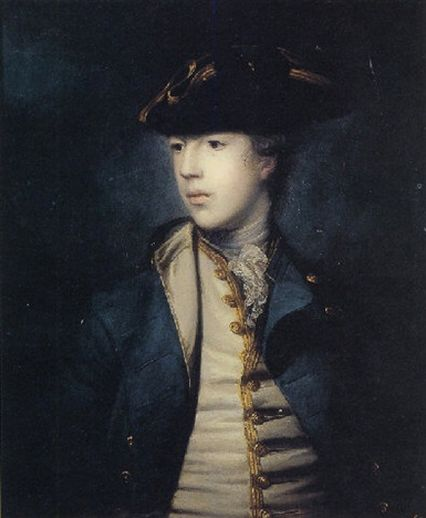
Francis Reynolds-Moreton (oficial da Marinha Real) (1758)
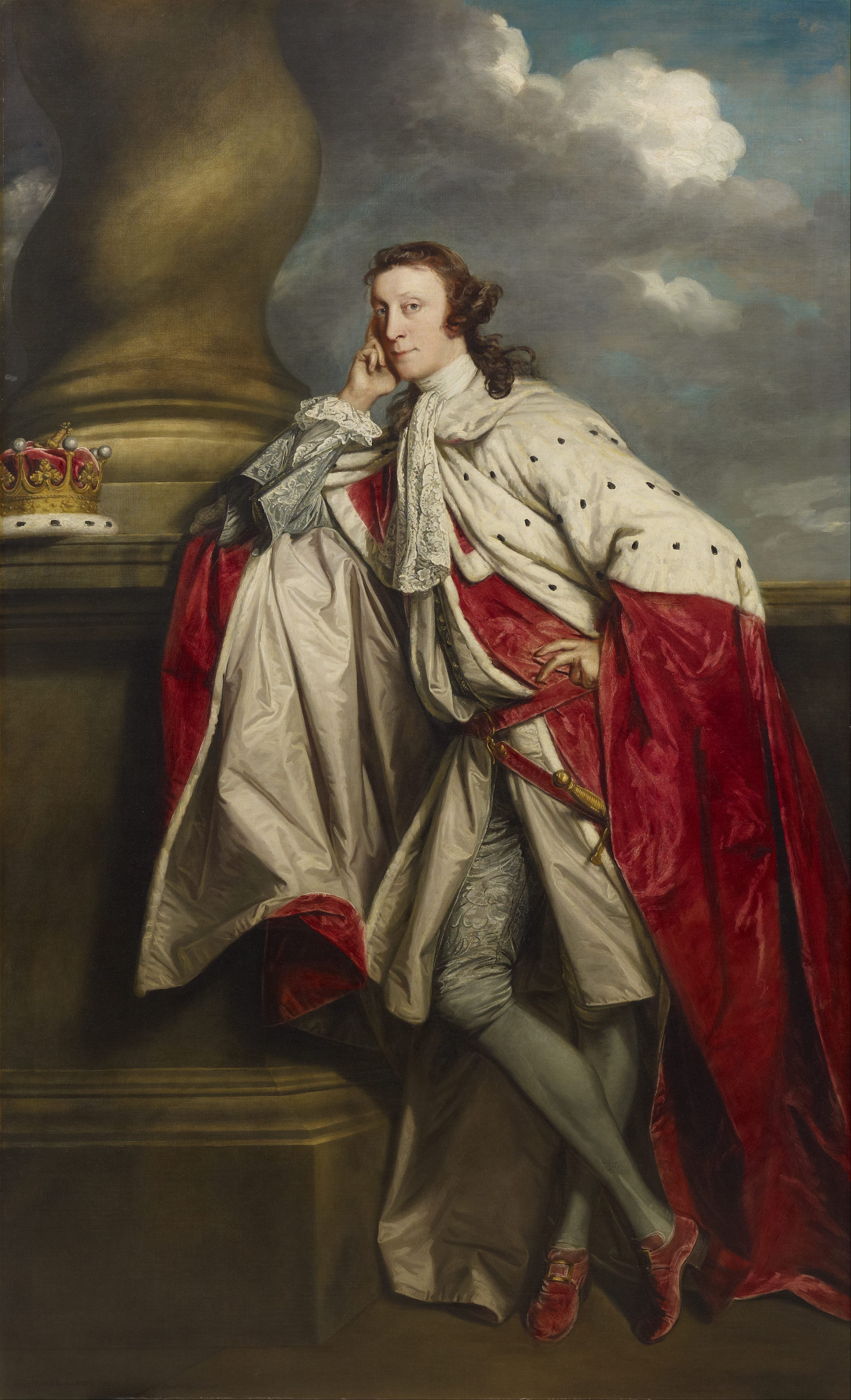
James, 7º Conde de Lauderdale (1759-1760), Galeria de Arte de Nova Gales do Sul.
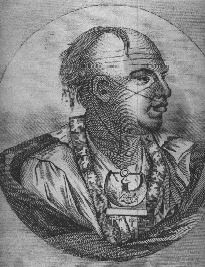
Chefe Cherokee Ostenaco, (1763).
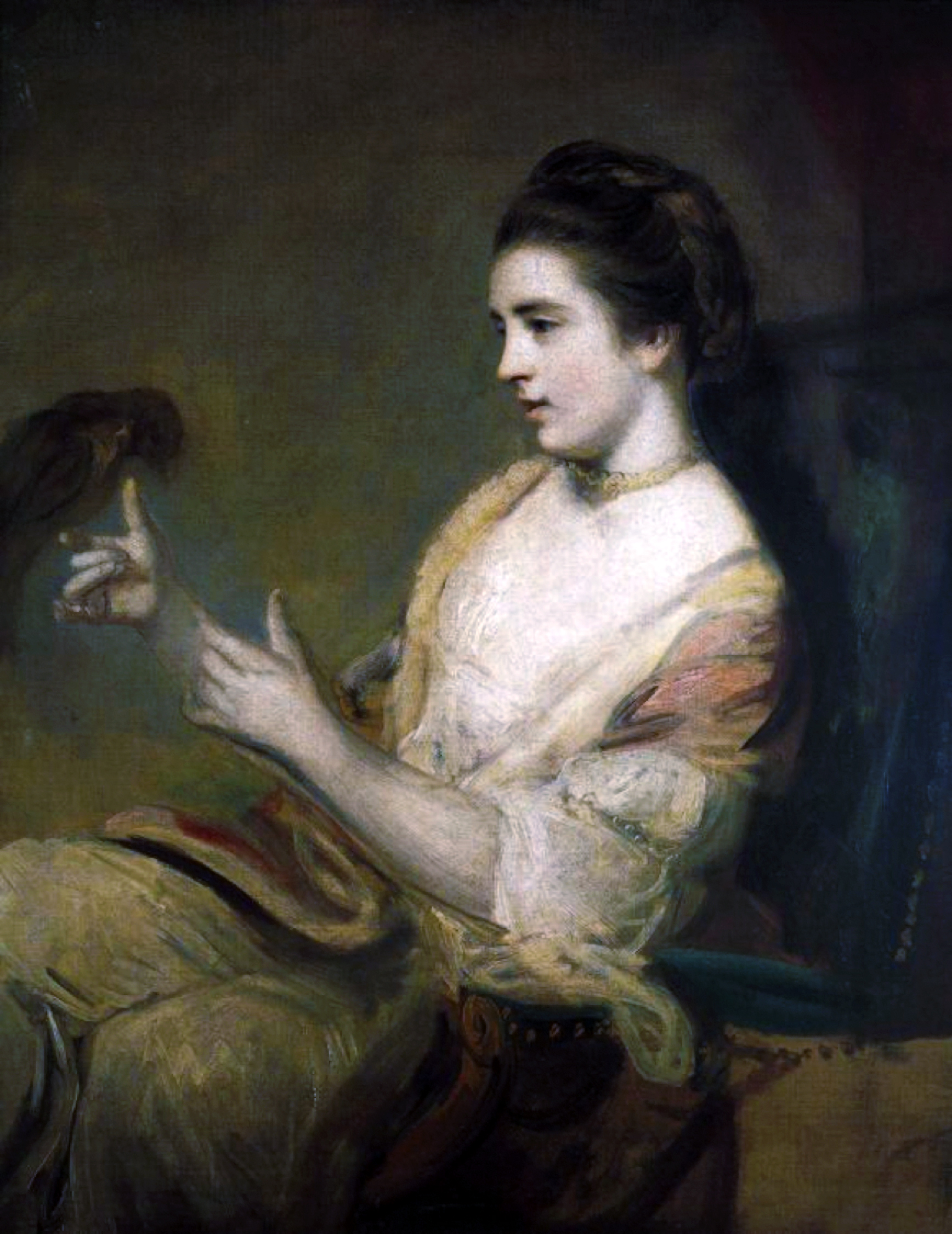
Kitty Fisher e Parrott (1763–64)
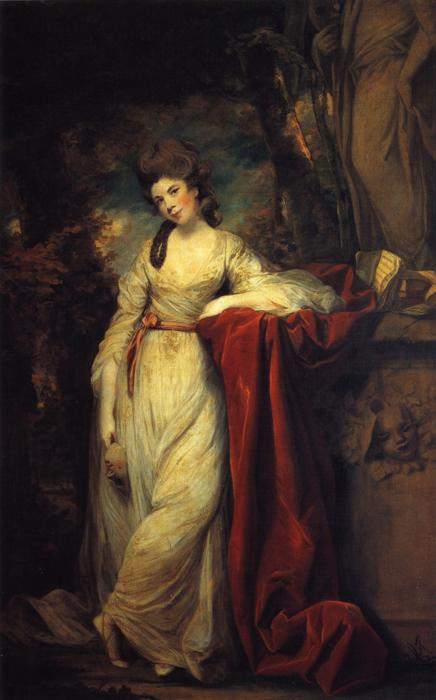
Mrs Abington como The Comic Muse (1764-1768), em Waddesdon Manort Waddesdon Manor.
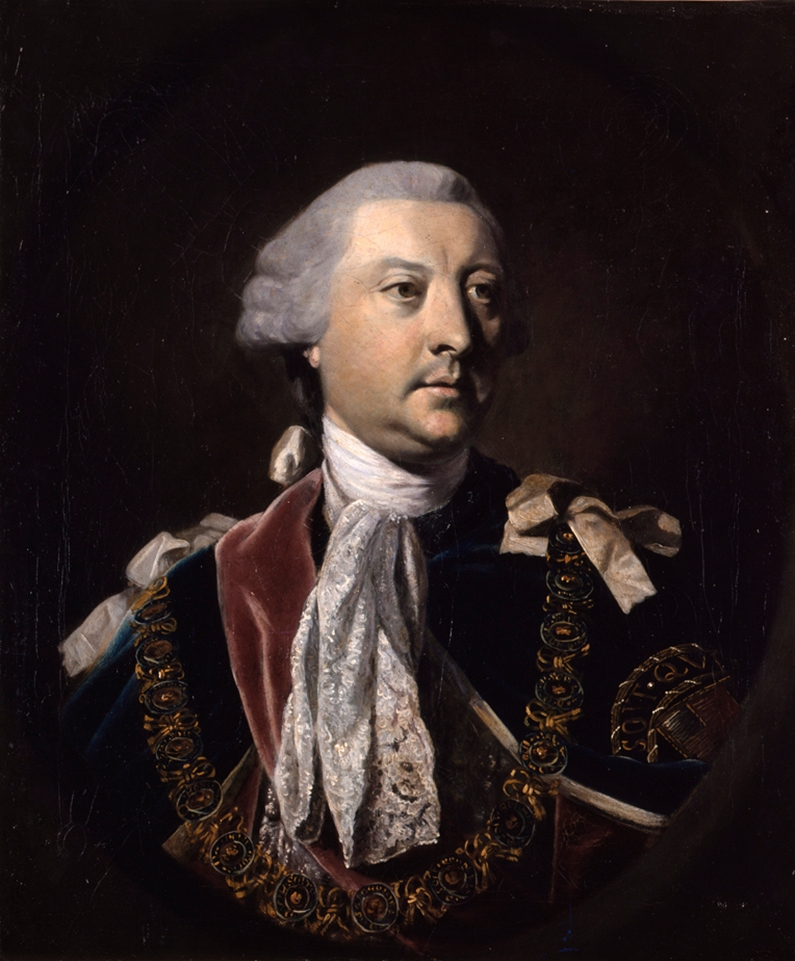
George Montagu-Dunk, 2º Conde de Halifax (1764).
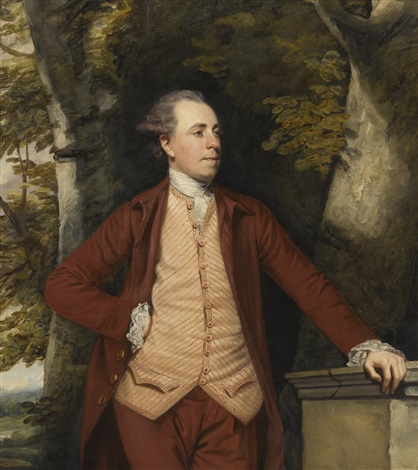
Richard Crofts de West Harling, Norfolk (1765)
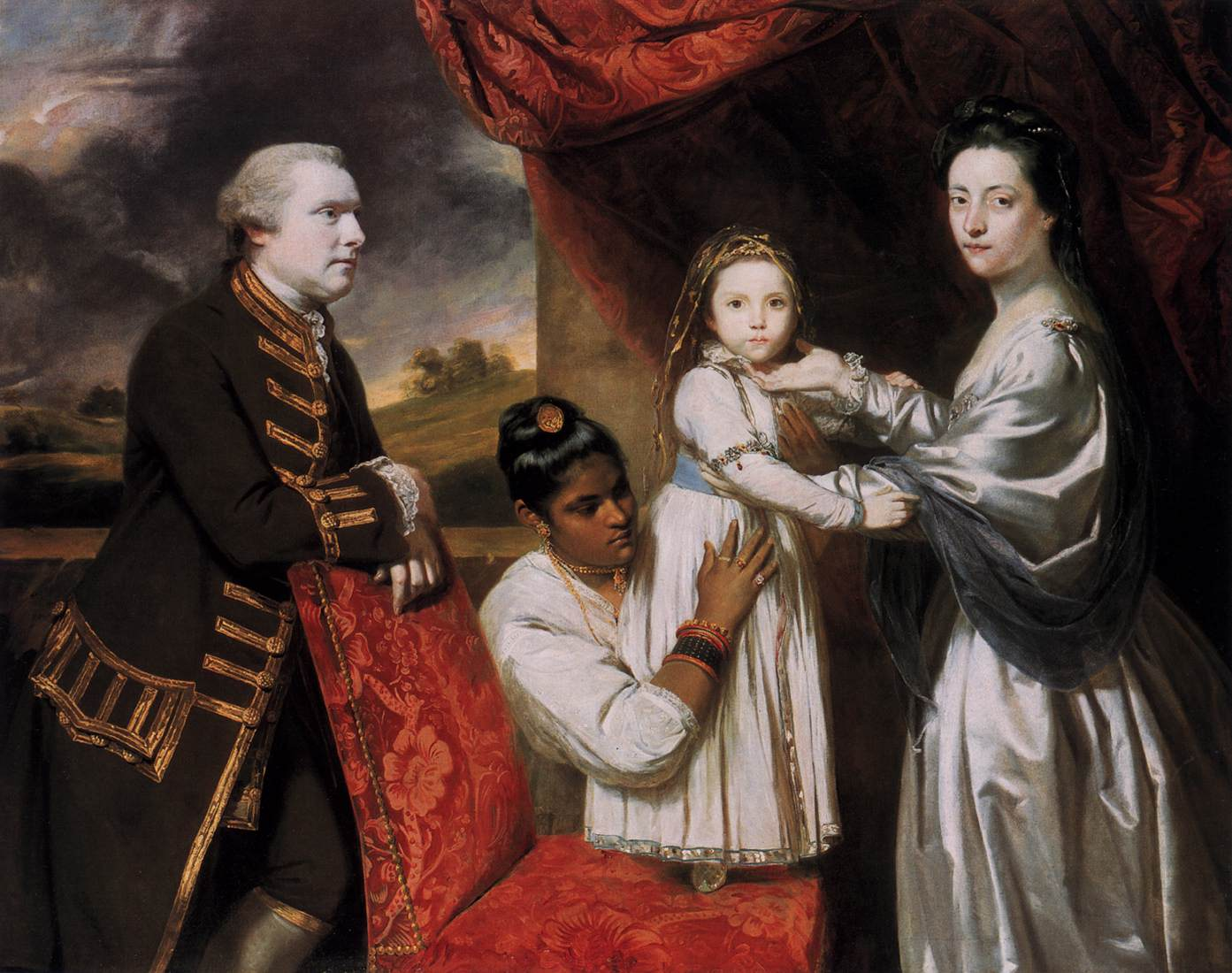
George Clive e sua família com uma empregada indiana (1765).
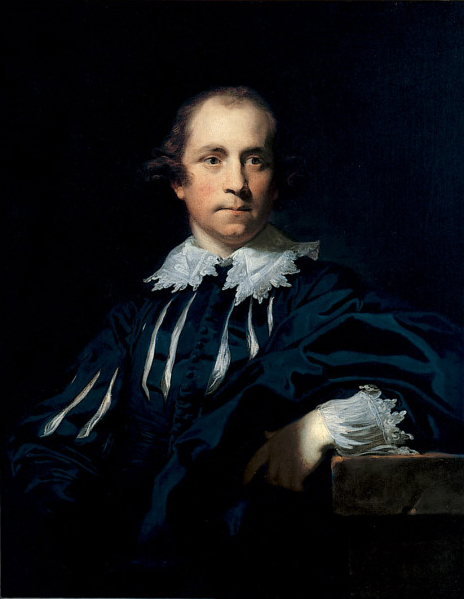
John Julius Angerstein (1765).
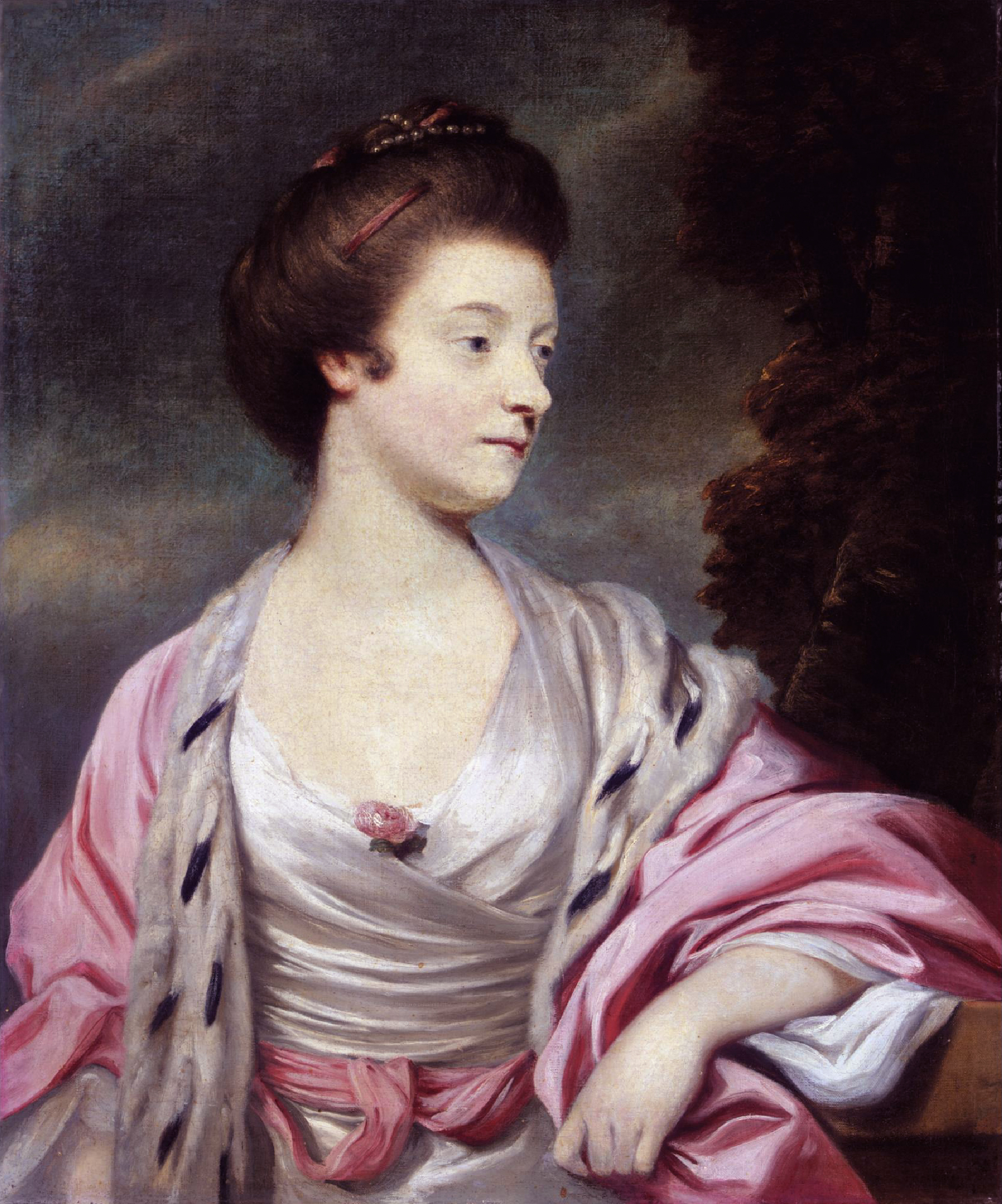
Elizabeth, Lady Amherst (1767).
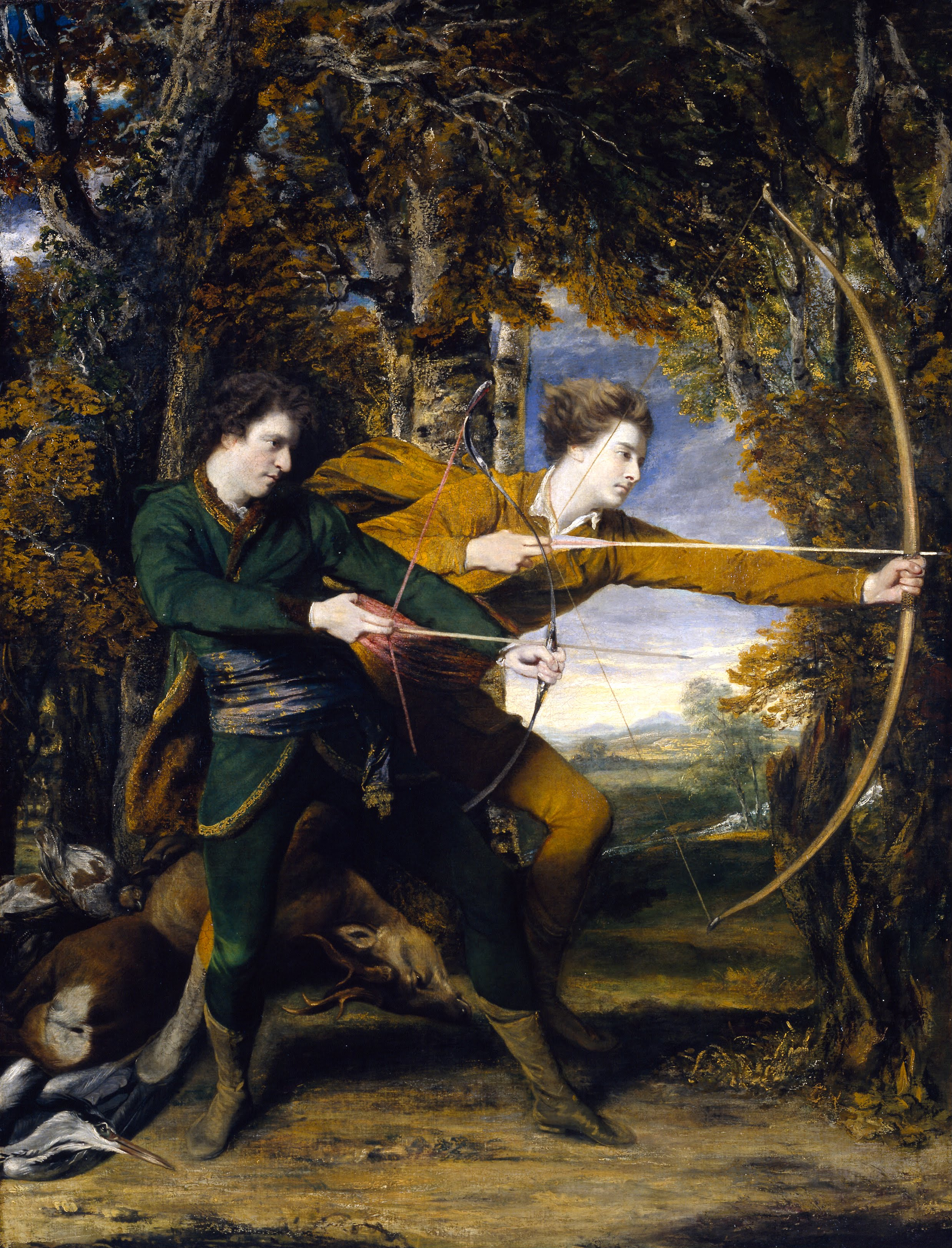
Coronel Acland e Lord Sydney, Os Arqueiros (1769).
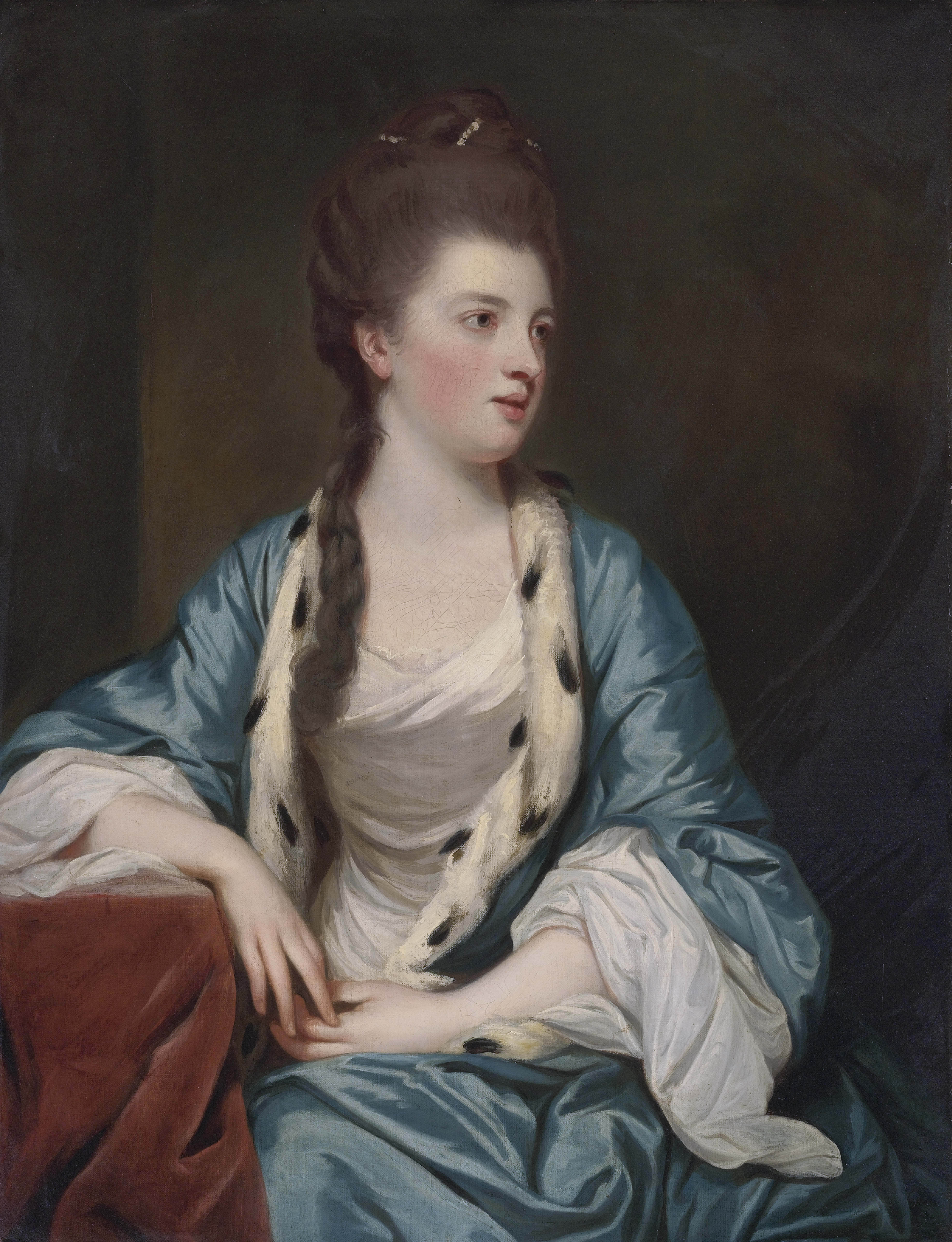
Retrato de Elizabeth Kerr (c. 1769).
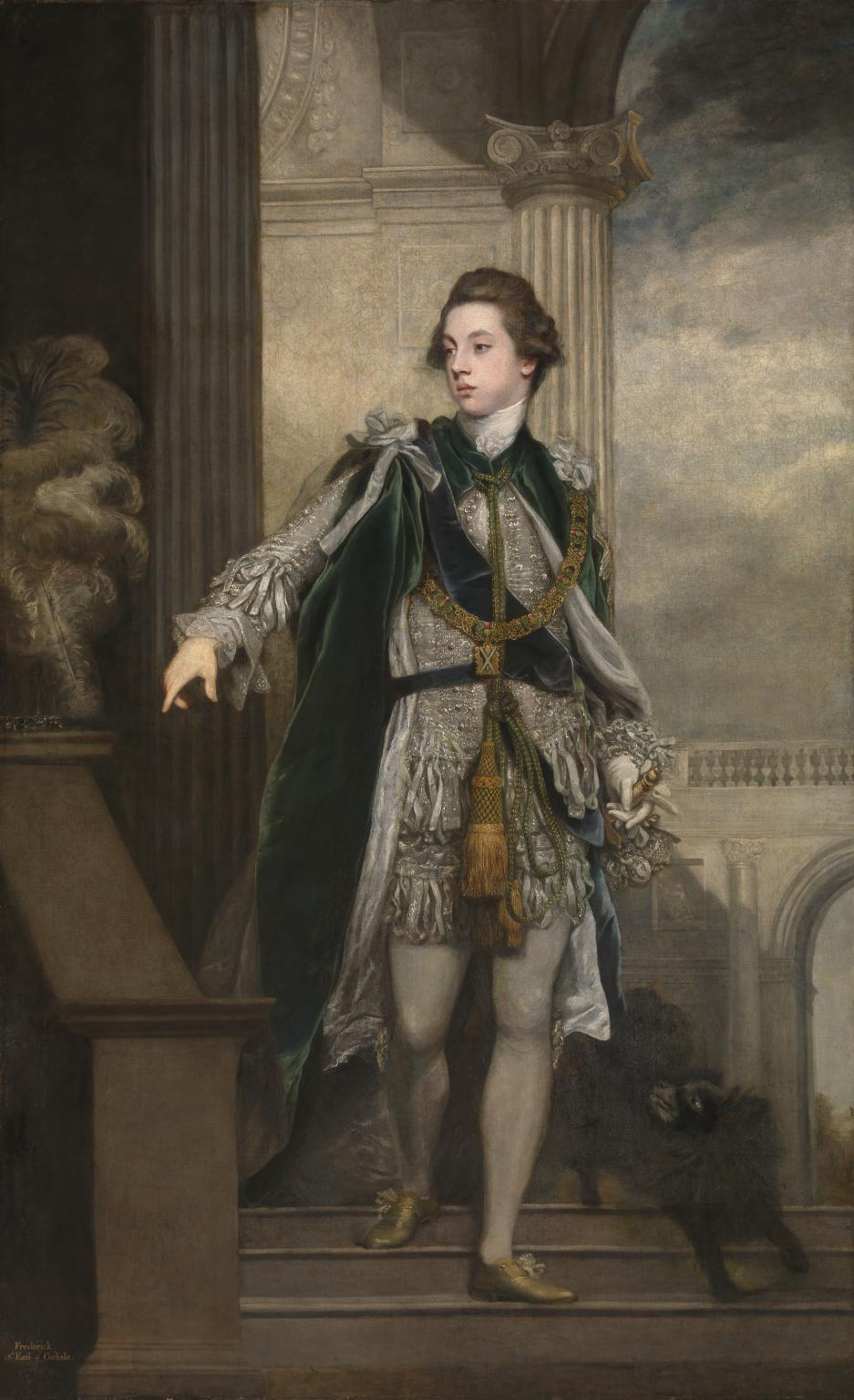
Frederick Howard, 5º Conde de Carlisle (1769).
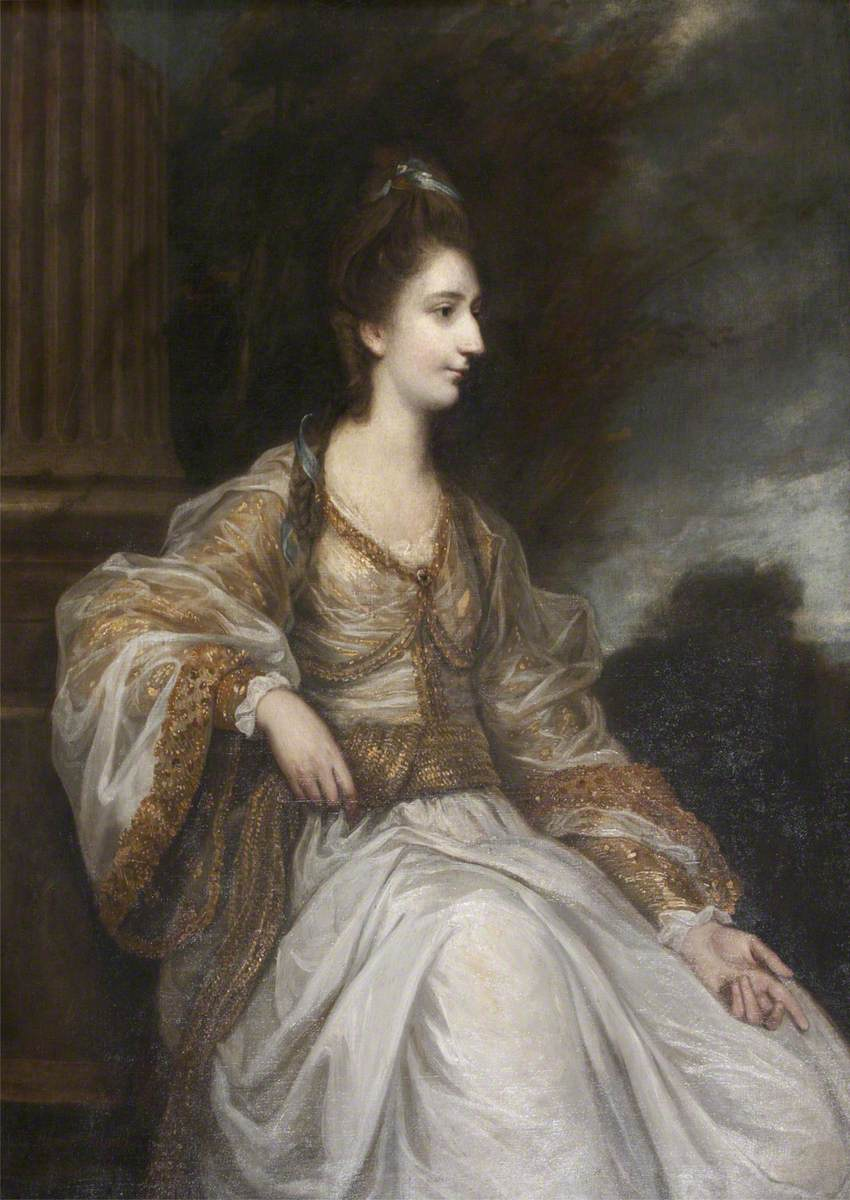
Lady Christian Acland (1771).
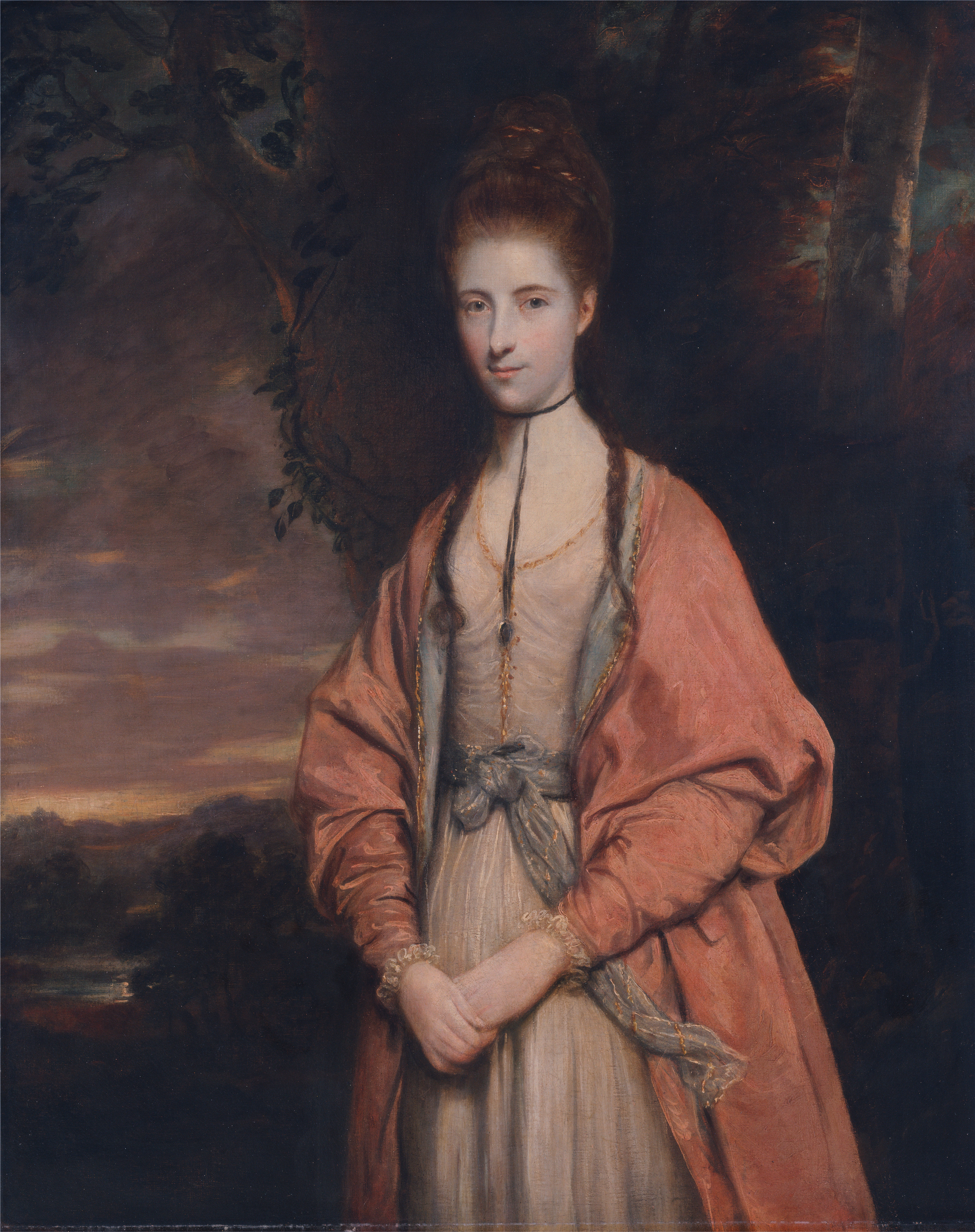
Anne Seymour Damer (1773).
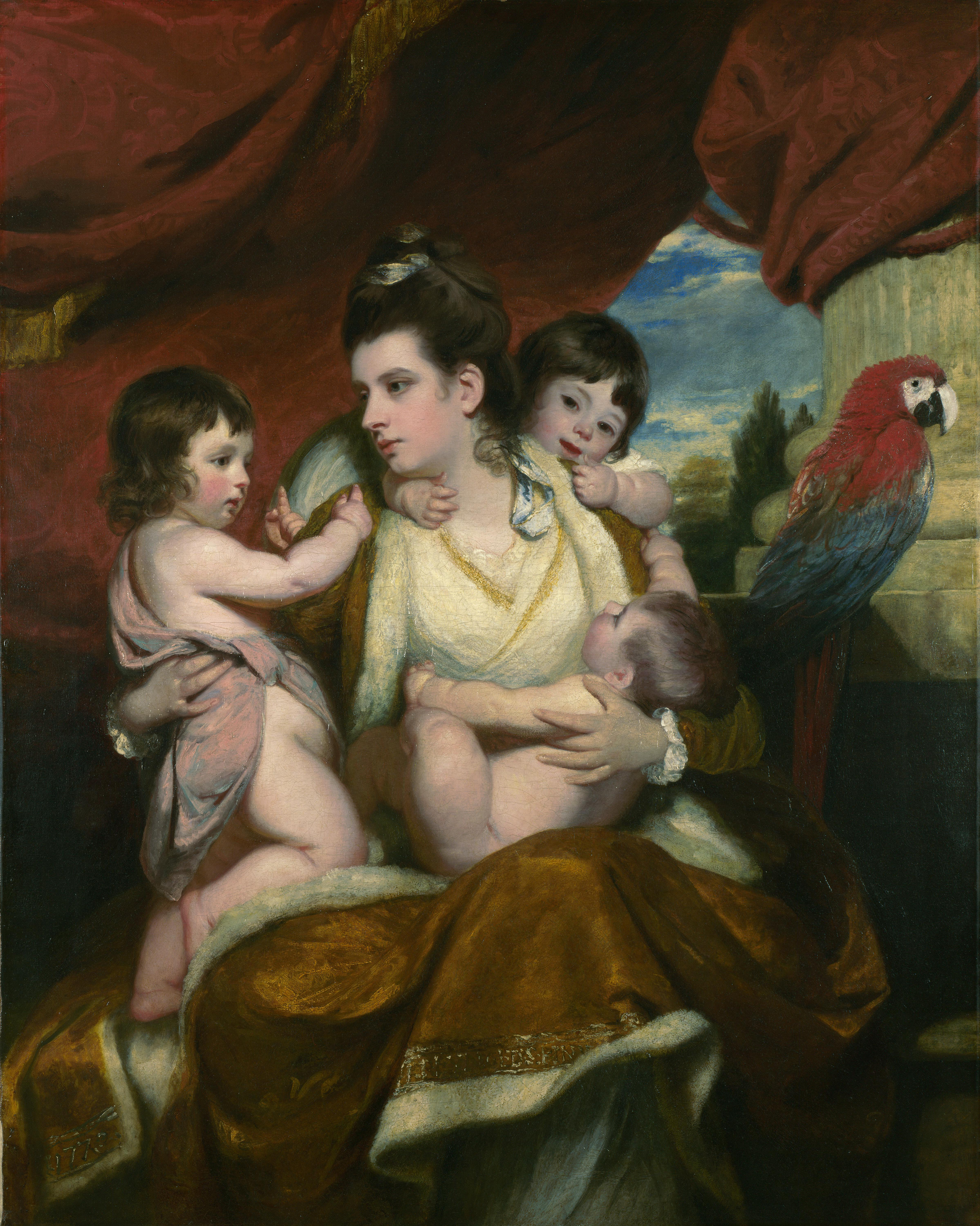
Lady Cockburn e seus três filhos mais velhos (1773–1775).
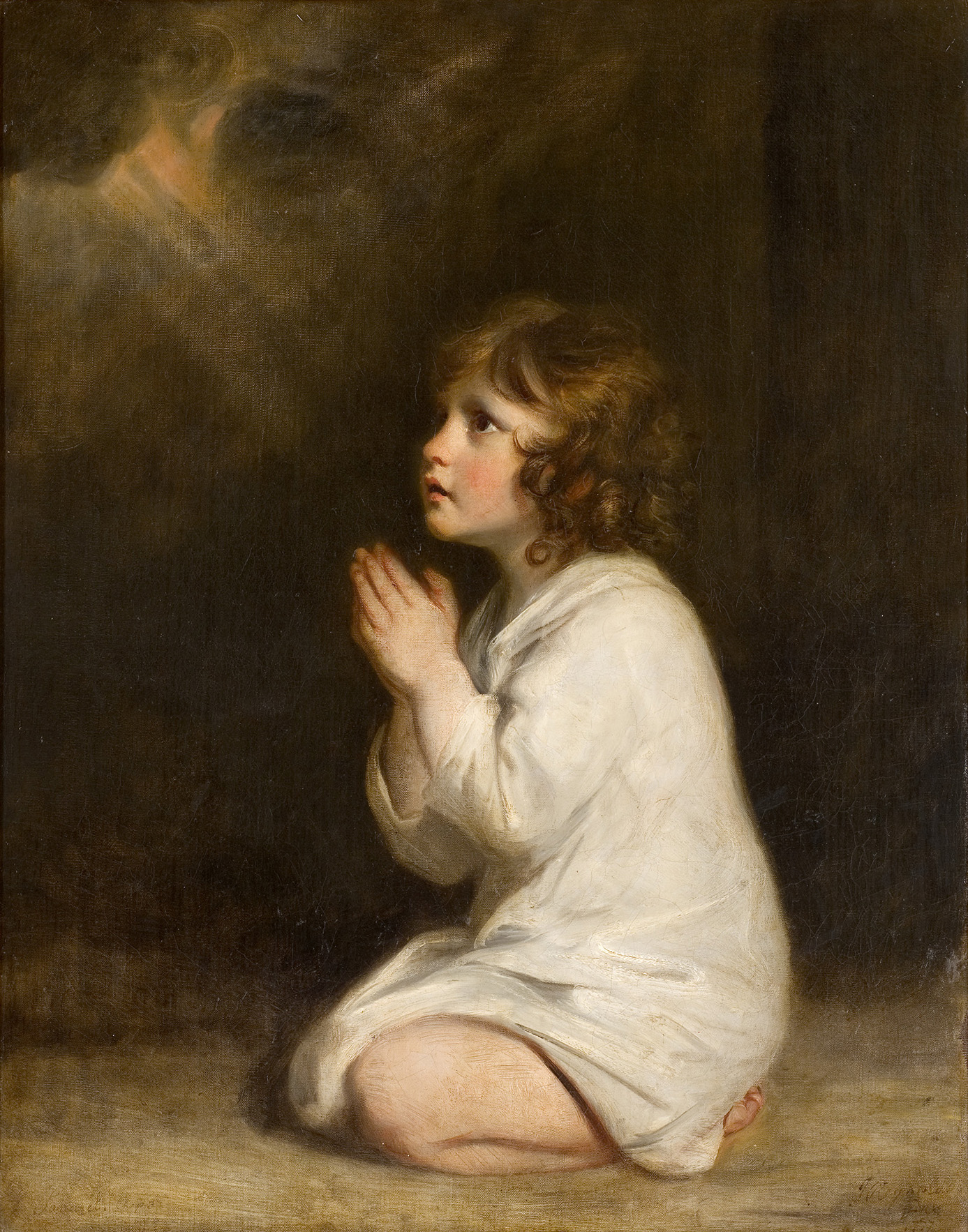
O Infante Samuel (1776).
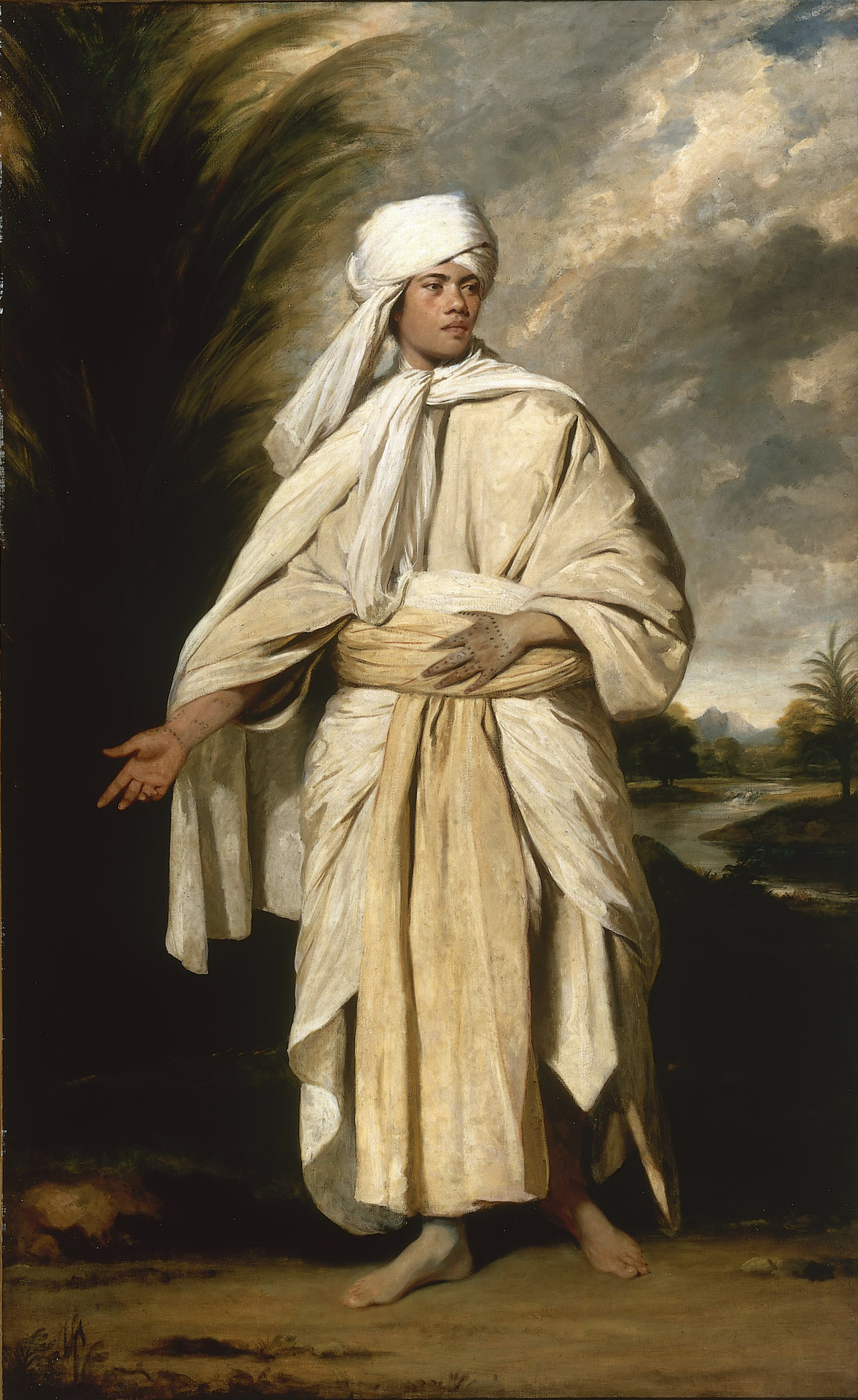
Omai (1776).
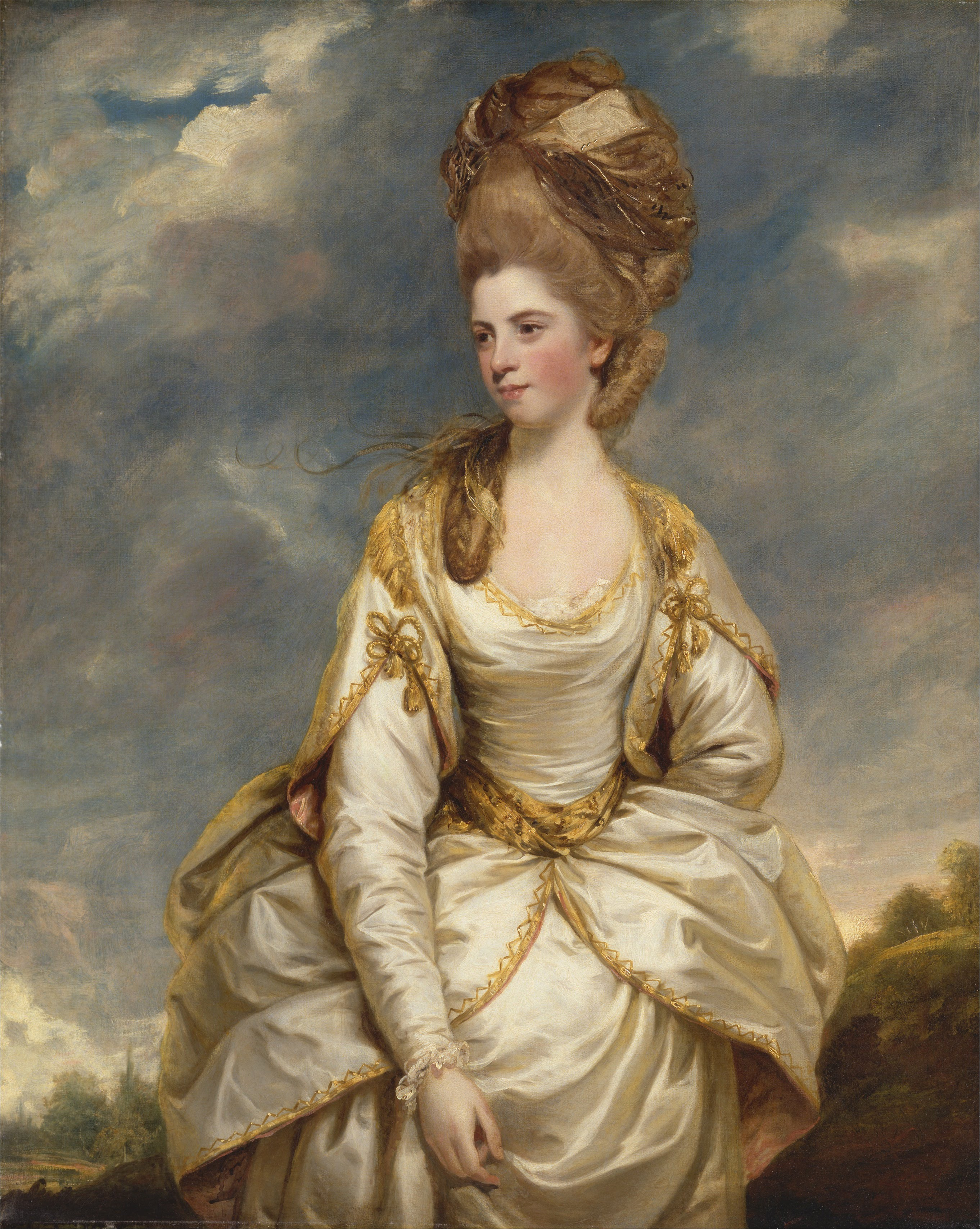
Sarah Campbell (1777).
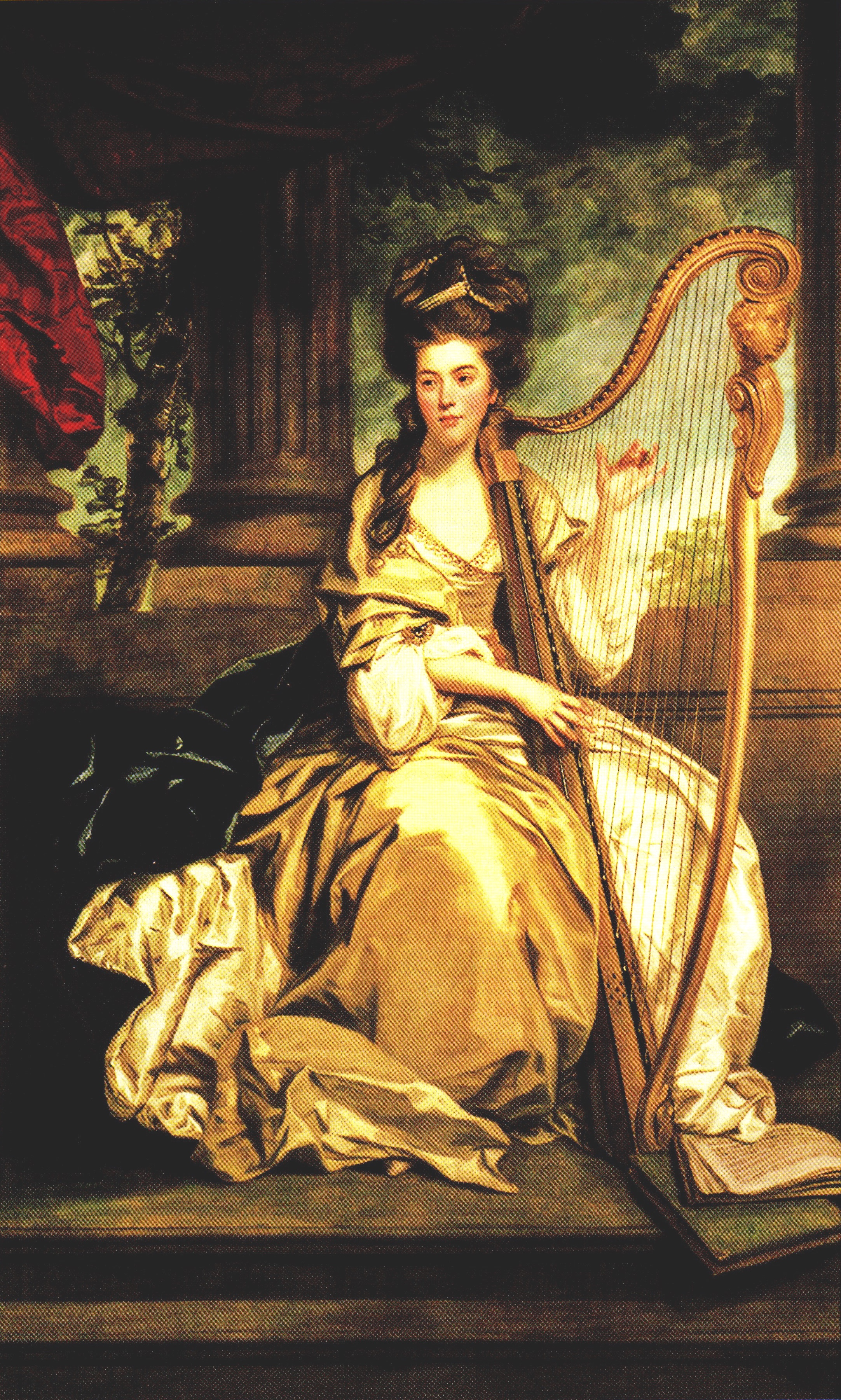
Condessa de Eglinton (1777).
Lady Caroline Howard (1778).
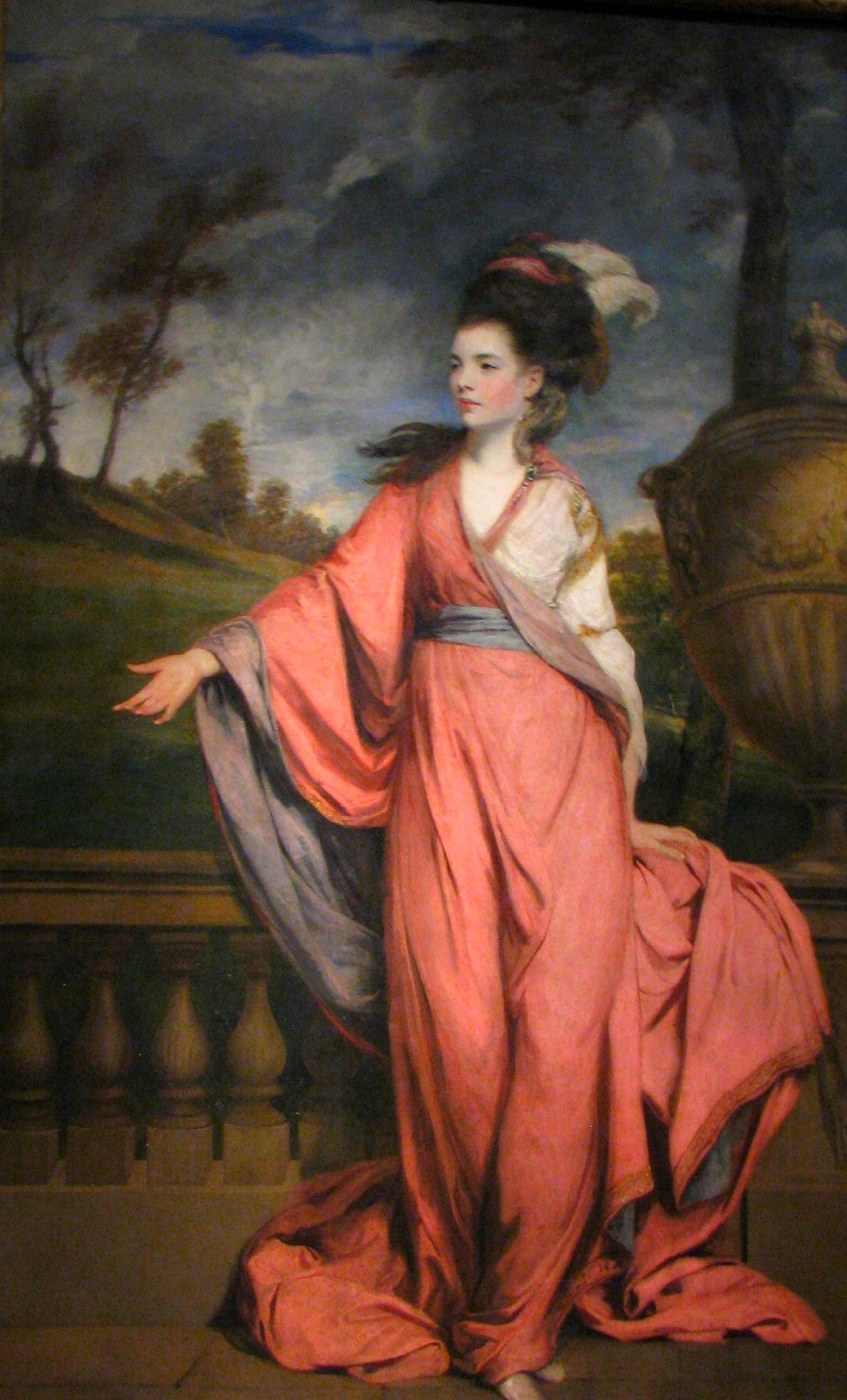
Jane, Condessa de Harrington (1778).
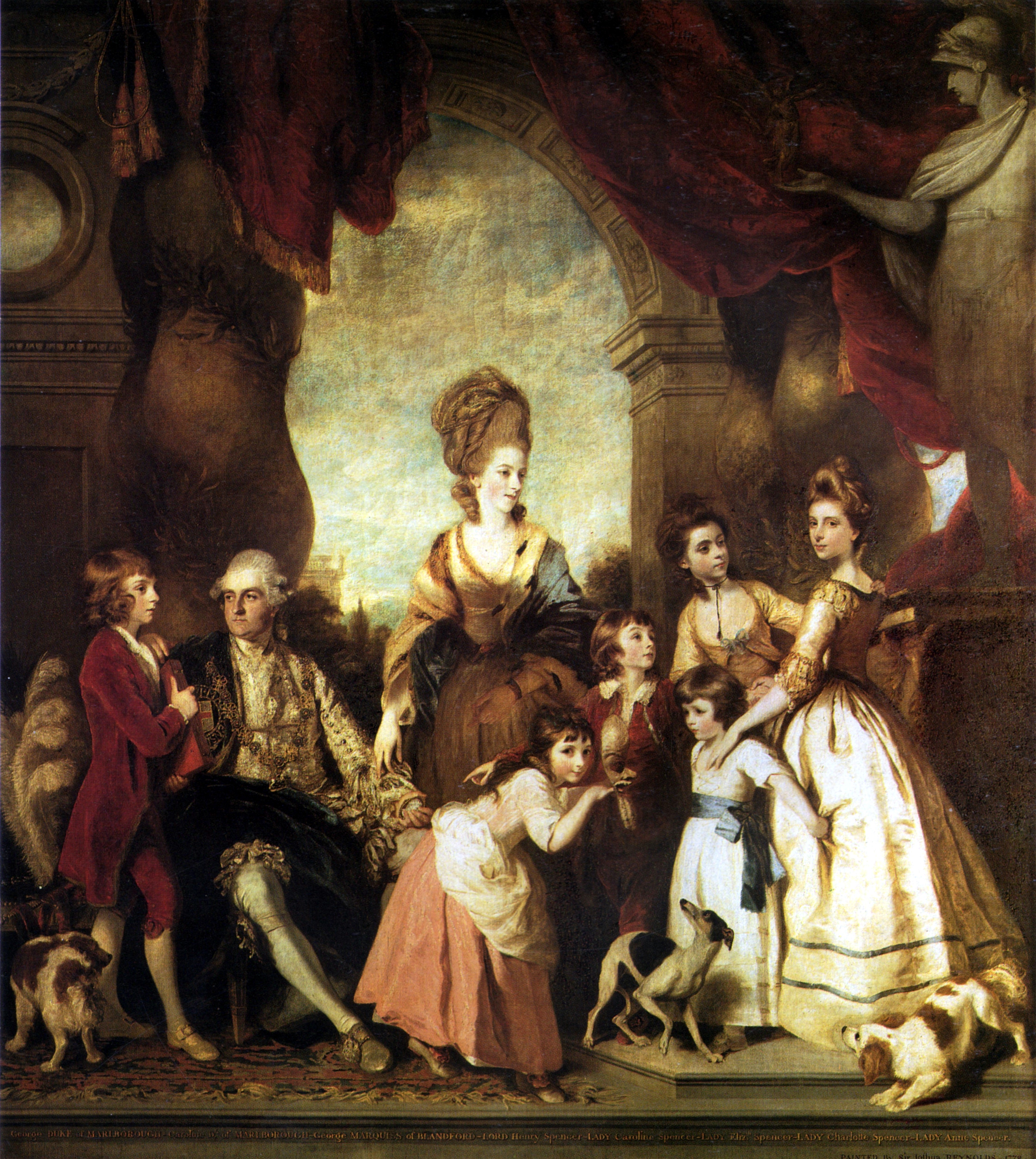
A Família do Duque de Marlborough (1778).
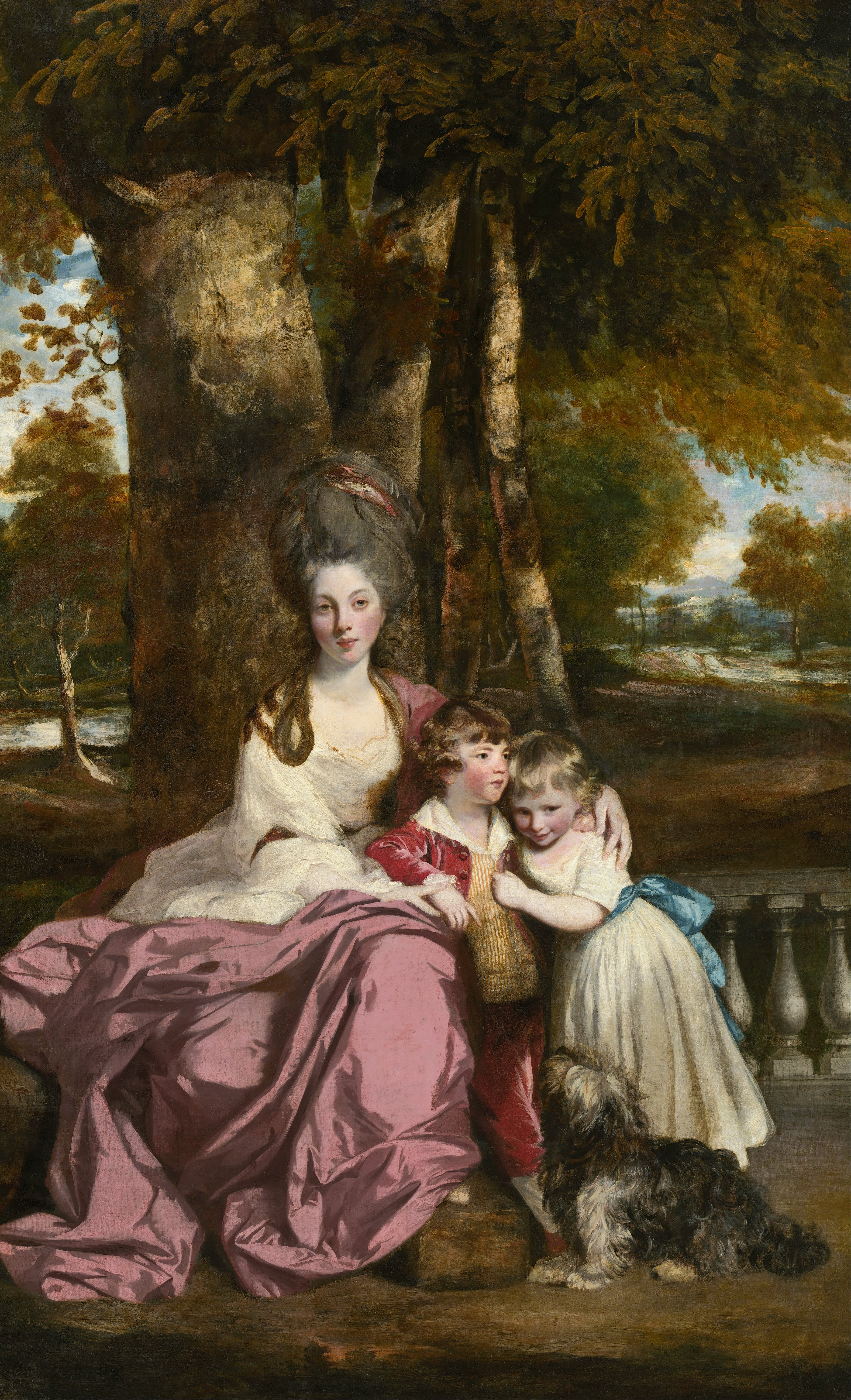
Lady Elizabeth Delmé e seus filhos (1779).
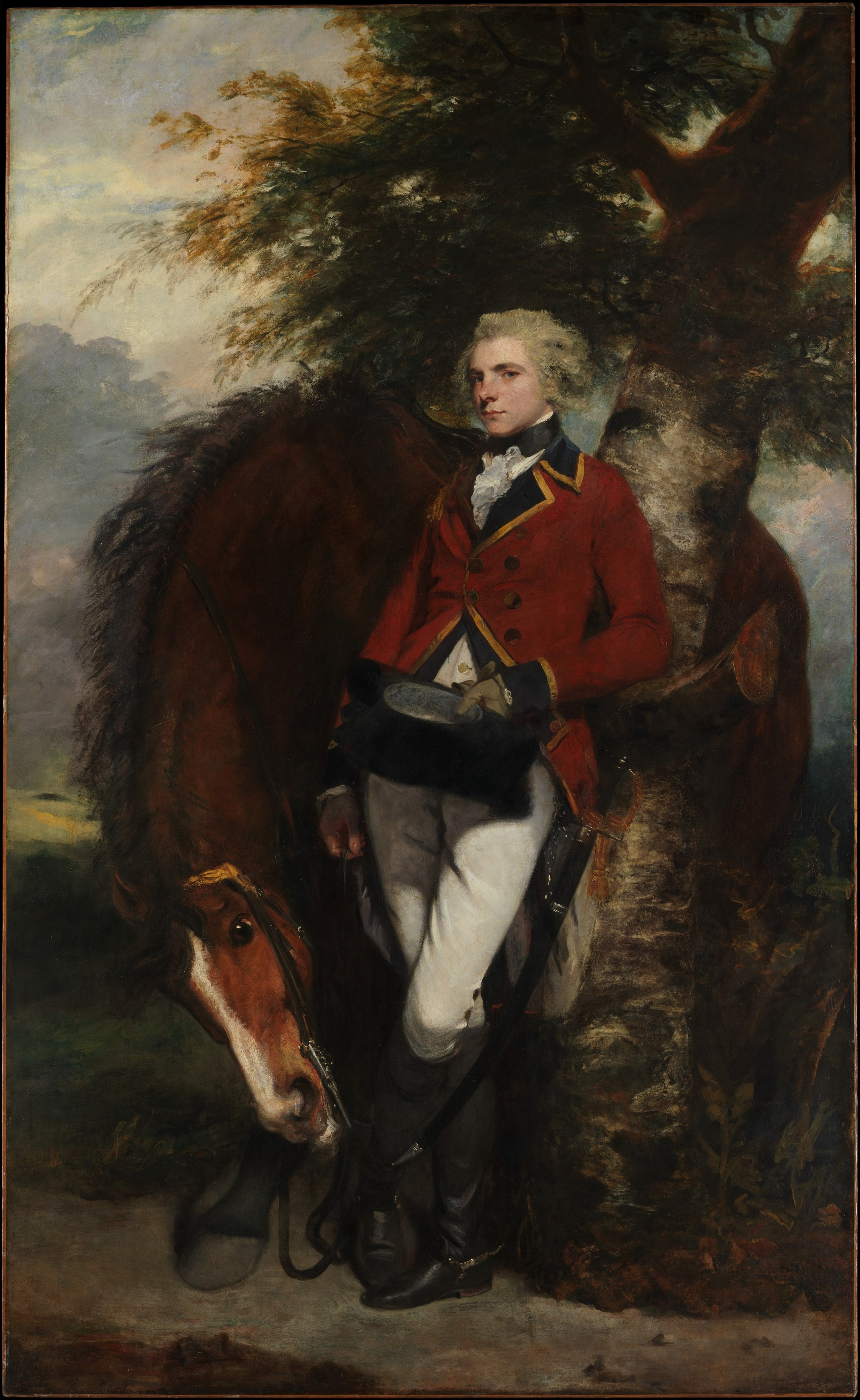
Capitão George KH Coussmaker (1782).
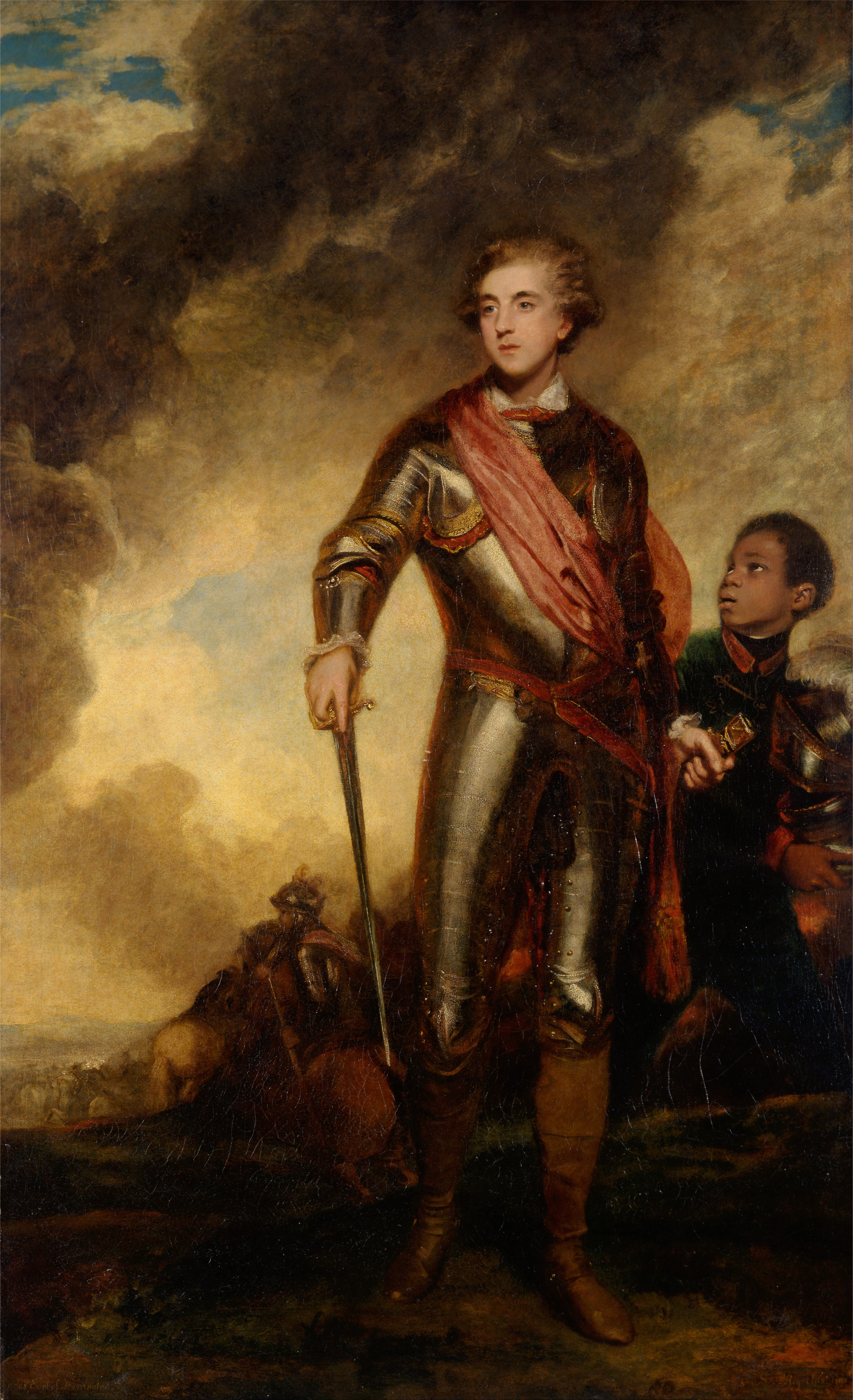
Charles Stanhope, 3º Conde de Harrington, (1782).
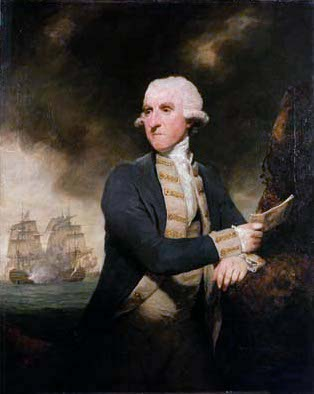
Almirante Hood (1783).
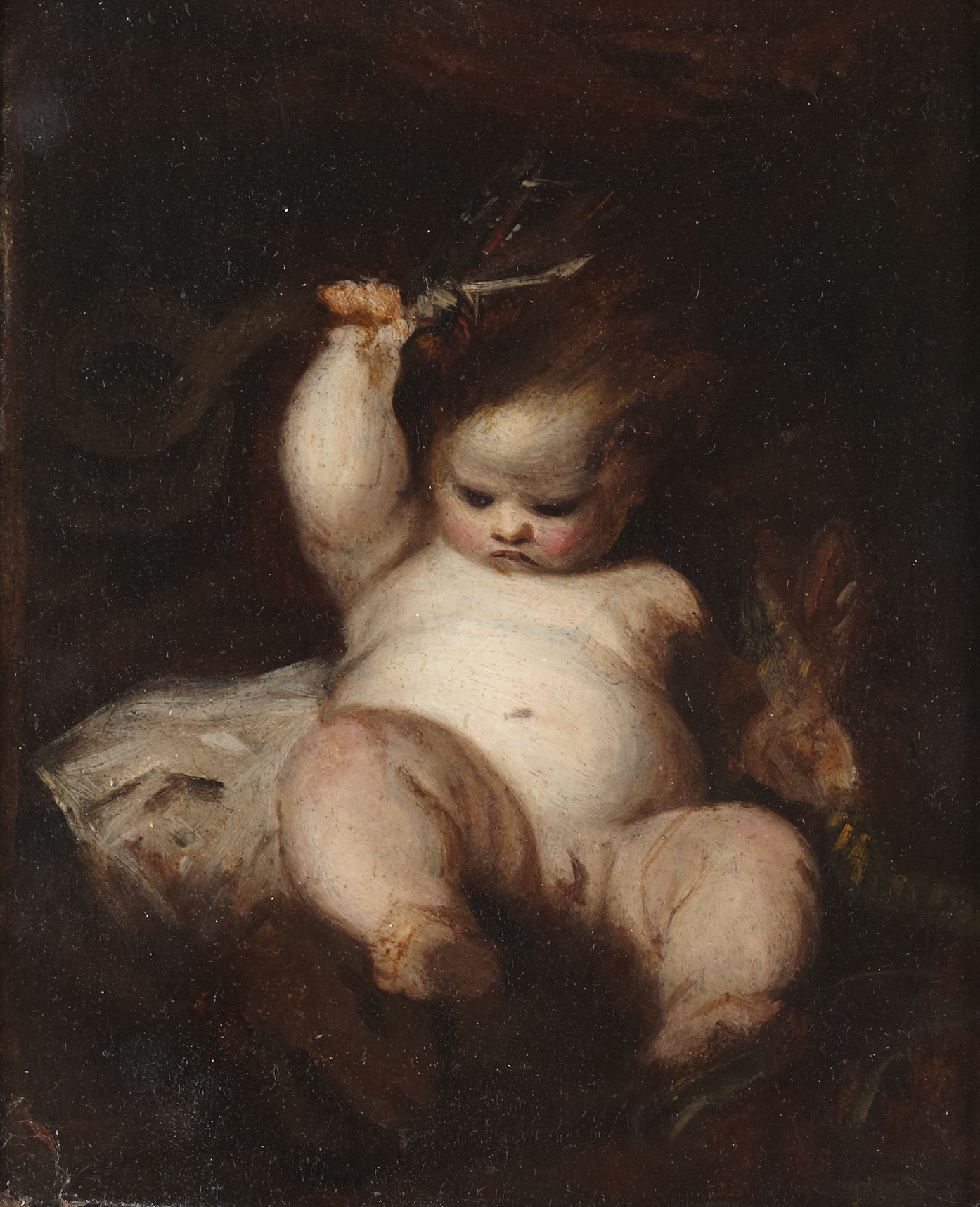
O Infante Hércules (c. 1785–1789), Museu de Arte da Universidade de Princeton.
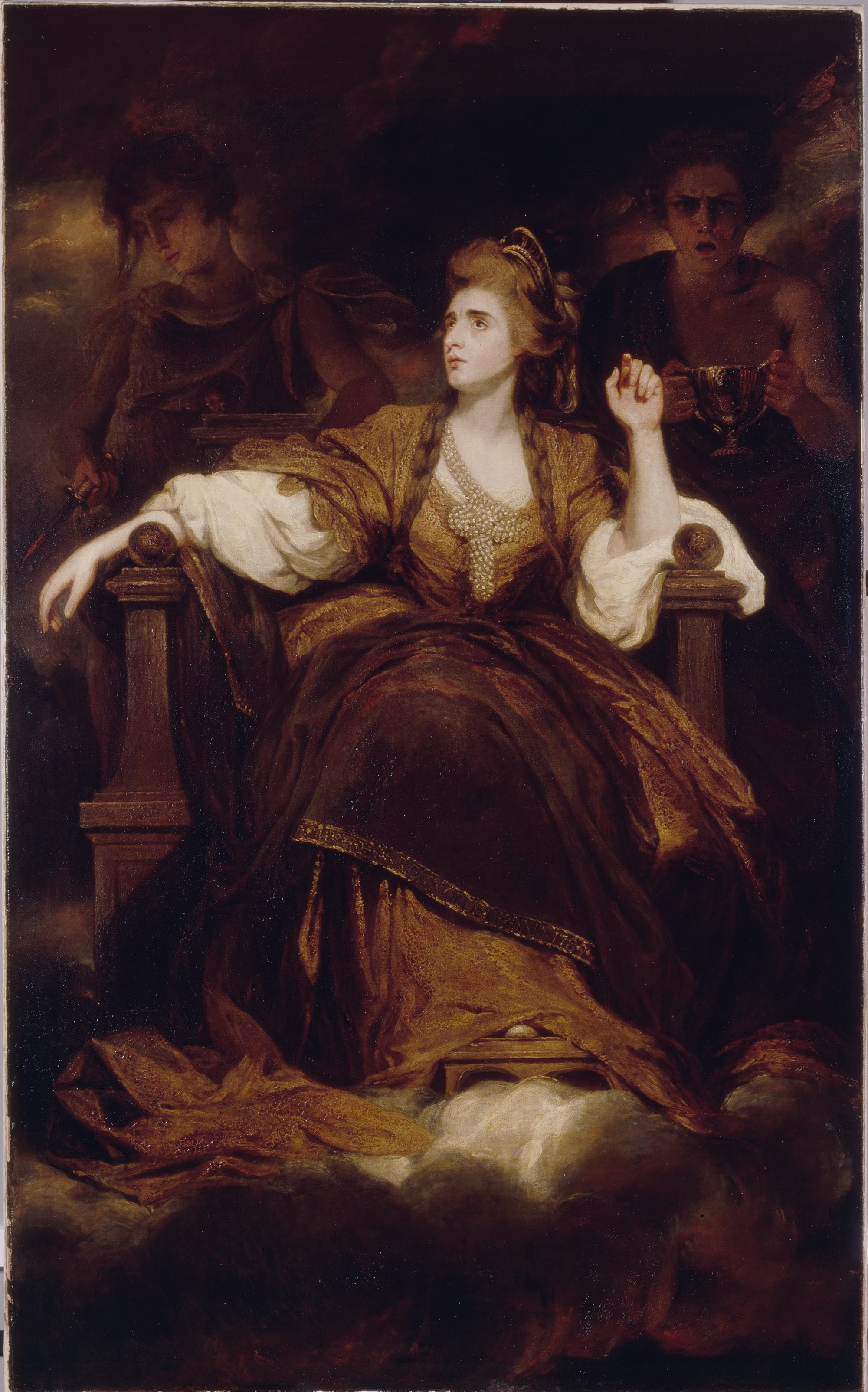
Sarah Siddons como a Musa Trágica (1789), The Huntington Library , San Marino, Califórnia.
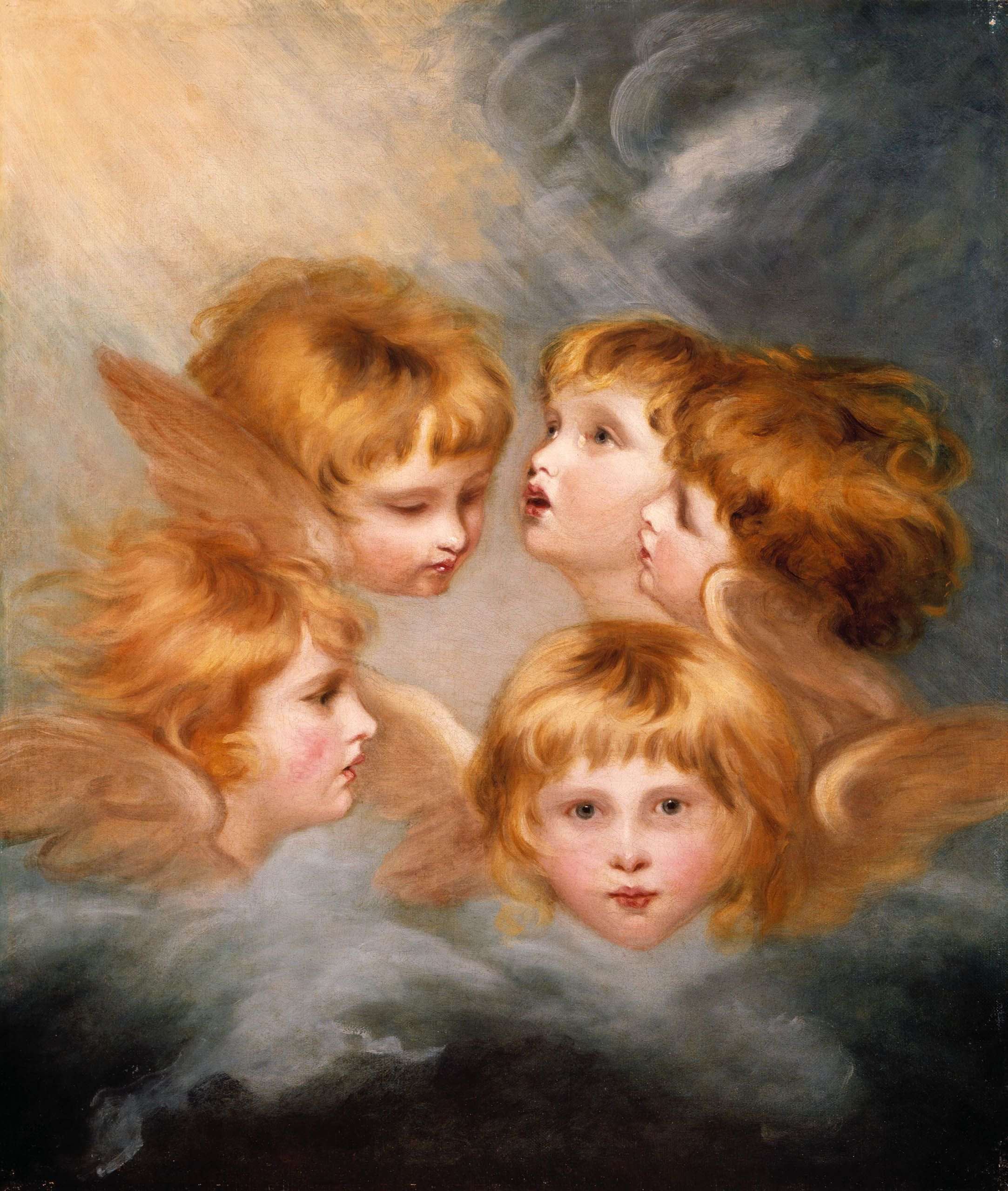
Cabeças de Anjos: Miss France (Gordon), (1786-1787), coleção Berger, Colorado.
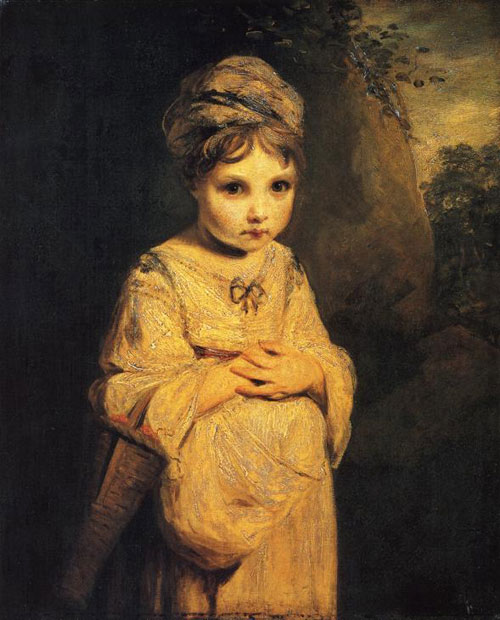
A Garota Morango.
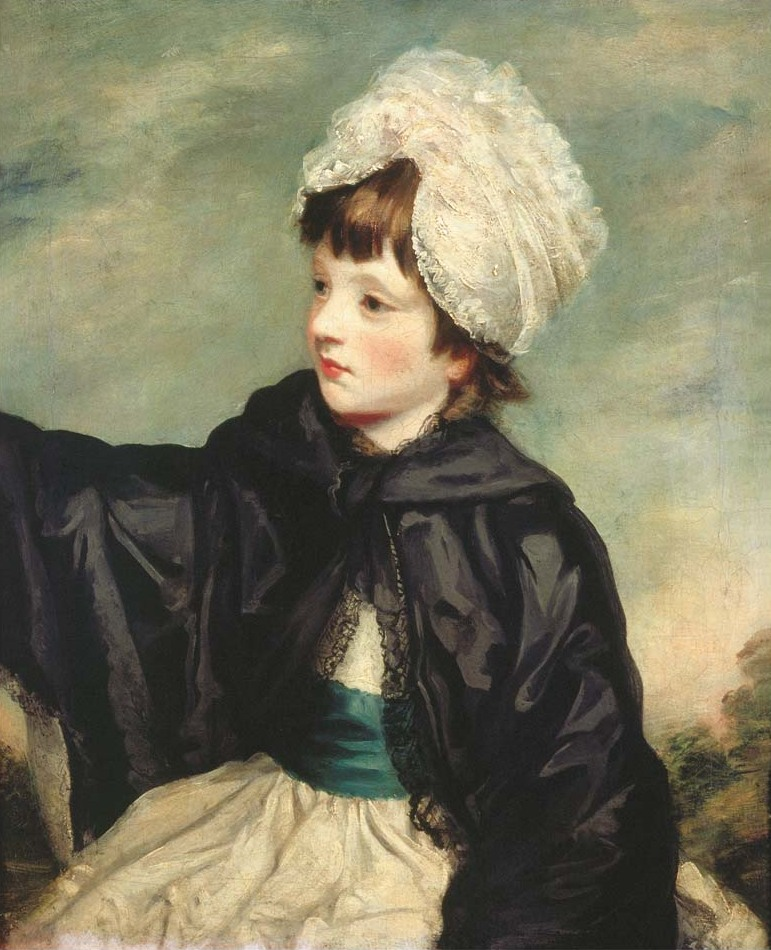
Estudo para retrato de Lady Caroline (1723), Casa Museu Eva Klabin, Rio de Janeiro, Brasil.

### Coleções
- The National Gallery: Sir Joshua Reynolds
- Works in the National Galleries of Scotland
- Liverpoolmuseums.org.uk
- GAC.culture.gov.uk
- Artcyclopedia: Sir Joshua Reynolds
- National Portrait Gallery Collection
- Sir Joshua Reynolds at Olga's Gallery
- Sir Joshua Reynolds, A Complete Catalogue of His Paintings (book-bound)

### Edições eletrônicas
- Obras de Joshua Reynolds (em inglês) no Projeto Gutenberg
- Obras de ou sobre Joshua Reynolds no Internet Archive